# Хивинское ханство
Хиви́нское ха́нство (узб. Xorazm, حارذم , Xiva Xonligi; туркм. Horezm; Hywa hanlygy) — принятое с XVII века в российской и советской исторической традиции название Хорезмского государства в период его существования с начала XVI в. по начало XX в. Жители государства всегда именовали свое государство как Хорезм, а Хивинским ханством стало называться у российских историков в честь своей столицы — г.Хивы, начиная с XVII века. Российские, американские, британские авторы называют Хивинское ханство «узбекским ханством», согласно авторитетным российским энциклопедическим источникам, Хивинское ханство было «(феодальным) государством Средней Азии».
С 1511 года Хивинским ханством управляла чингизидская династия Арабшахидов (1511—1762), его первыми столицами были г. Вазир и г. Кёнеургенч (современный Туркменистан).
Другой династией, продолжительно правившей в Хивинском ханстве, была династия Кунгратов (1763—1920) из узбекского племени кунграт.

## История
В середине XV века западная часть Хорезма входила в состав Узбекского ханства, которое воглавлял чингизид (шибанид) Абулхайр-хан, а после его смерти власть Тимуридов была восстановлена.
В начале XVI века, Хорезм был захвачен правителем Бухары, чингизидом Мухаммедом Шейбани. Когда войска Шейбани были разгромлены Сефевидами, в 1510 году Хорезм вошел в состав этого государства. Жители Хорезма были суннитами и не хотели подчиняться шиитам, поэтому началась подготовка восстания.
Жители Хорезма, включая г. Вазир (современный Туркменистан), были недовольны правлением представителей Доулет-е Кызылбаш (Кызылбашского государства). Заговорщики обратились к почитаемому Xуссамаддину Каталу, потомку суннитского шейха Сеида-Аты, жившего в г. Бакыргане. Они просили его принять на себя ханское достоинство и избавить страну от Кызылбашей. Хуссамаддин отказался, а прибывшим к нему указал на Абуль-Мансура Ильбарса, человека, по своему происхождению, достойного занять ханский престол в Хорезме.
После прибытия Абуль-Мансура Ильбарса в г.Вазир, хорезмская элита провозгласила его ханом Хорезма, при этом сам г. Вазир который на короткий период стал столицей всего Хорезма («Хивинского ханства» согласно российской историографии) . Абуль-Мансур Ильбарс основал династию ханов Хорезма Арабшахидов, правившей в Хорезме до второй половины XVIII в. Также в г. Вазир на престол вступали другие ханы этой династии: Султан Хаджи-хан и Хаджи Мухаммад-хан. Уже в 1512 году, столица Хорезма переносится в г. Кёнеургенч (современный Туркменистан).
Постепенное восстановление разрушенной монгольским нашествием ирригационной сети южного и среднего Хорезма, способствовало сокращению количества воды, питающей канал Дарьялык, по которму вода поступала в северо-западные районы Хорезма. Резкий недостаток воды стали испытывать вся местность, снабжавшаяся Дарьялыком, включая города Кёнеургенч, Вазир и другие, и в XVII в. все эти города пришли в глубокий упадок. Одновременно, политический центр Хорезма переходит в Хиву, а хорезмский хан Абульгази, «осуществляя решительную политику централизации и нейтрализации оппозиционных феодалов окраин», переселяет остатки населения Вазира и Кёнеургенча в южный Хорезм, где строится новый город - Янги Ургенч. Таким образом, во второй половине XVII в. завершается процесс запустения г. Вазир и его окрестностей.
Амударья, протекая по территории ханства, впадала в Аральское море, снабжая жителей водой, а также обеспечивая водный путь в Европу. В течение веков река изменяла своё русло несколько раз. В 150 км от Хивы, недалеко от Кёнеургенча, что означает «старый Ургенч», находятся руины древней столицы. Это был маленький укреплённый городок с десятивековой историей. Легенда о его происхождении повествует, что город вырос вокруг колодца Хейвак, вода из которого имела удивительный вкус, а колодец был выкопан по приказу Сима, сына библейского Ноя. В Ичан-Кала (внутренний город Хивы) и сегодня можно увидеть этот колодец. Когда столицу перенесли на новое место. Со временем ханство расцвело вновь.

### Династия Шибанидов-Арабшахидов

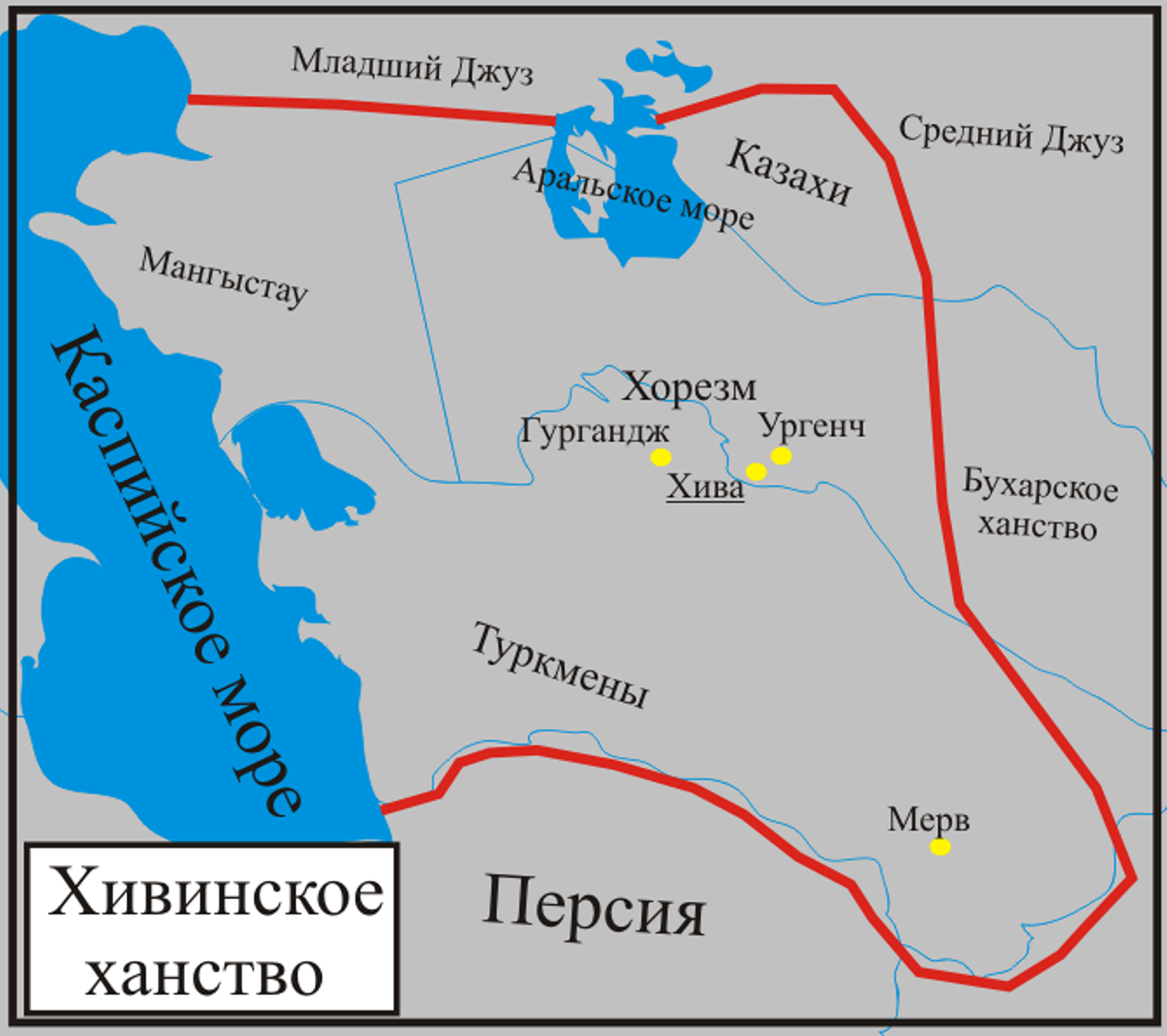

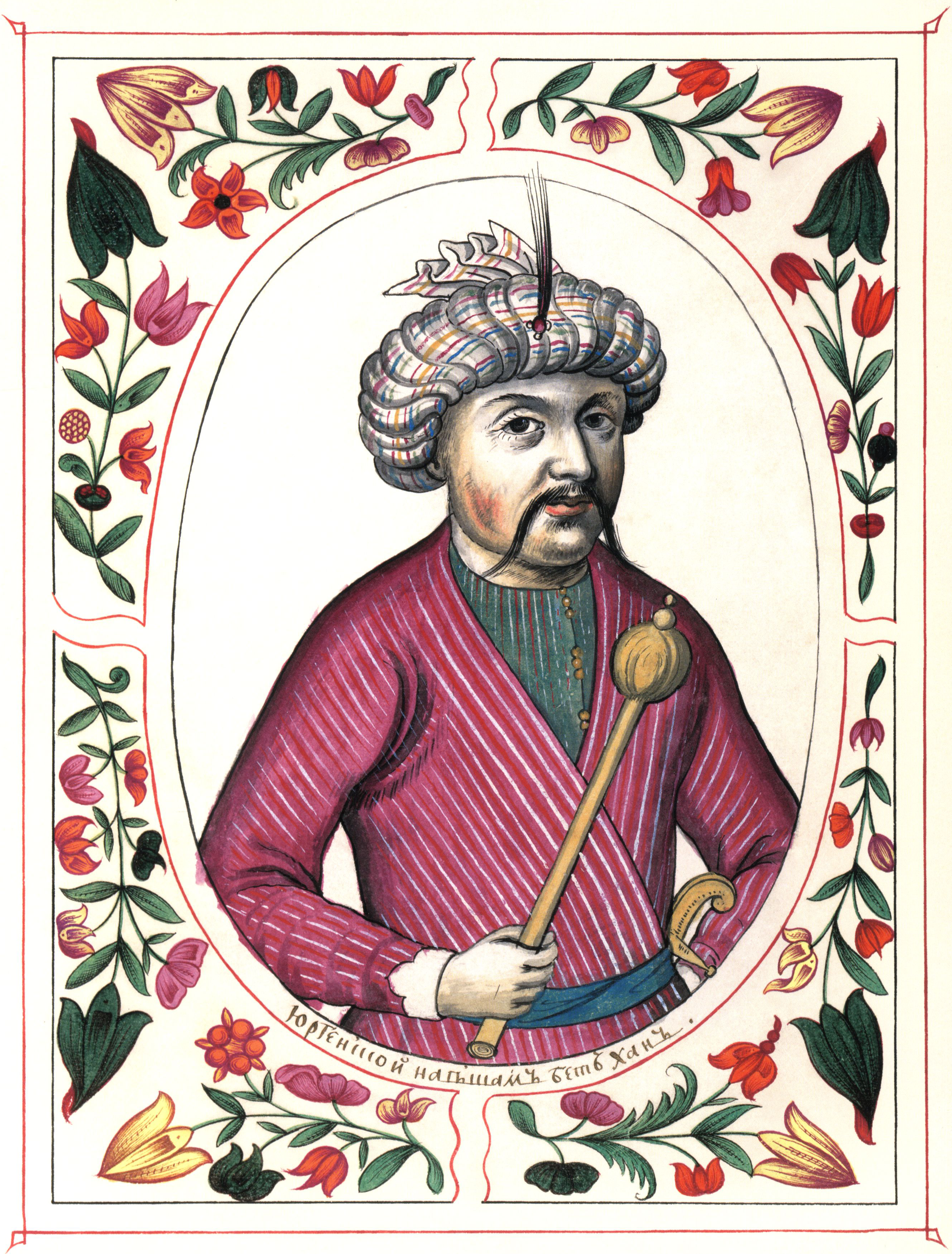
«Юргенский» хан. Портрет Ануша-хана из Царского титулярника (1672)

Хорезм с 1511 года управлялся дашти-кыпчакскими узбекскими племенами под руководством султанов Ильбарса и Хаджи-хана, потомками Йадгар-хана. Они принадлежали к ветви, происходящей от Араб-шах-ибн-Пилада, потомка Шибана в 9-м поколении, поэтому династию также называют Арабшахидами. Шибан в свою очередь был пятым сыном Джучи. Но ни они и ни другие не называли государство Хивинским ханством, только Хорезмом.
Арабшахиды, как правило, враждовали с родственными им Шейбанидами, обосновавшимися в то время в Мавераннахре после захватов Шейбани-хана.
Арабшахиды придерживались степных традиций, деля ханство на вотчины по количеству мужчин (султанов) в династии. Верховный правитель, хан, был старшим в семье и выбранным советом султанов. В течение почти всего XVI века столицей ханства был г. Кёнеургенч. Хива стала резиденцией хана впервые в 1557—1558 гг. (на один год) и лишь во время правления Араб Мухаммад-хана (1603—1622), столица Ханства окончательно переместилась в г. Хива. В XVI веке ханство включало, кроме Хорезма, оазисы на севере Хорасана и туркменские племена в песках Каракум.
В 1518 году, после смерти основателя новой династии Ильбарс-хана, Султан Хаджи был провозглашён ханом в городе Вазир. При нём фактическая власть находился в руках старшего сына Ильбарс-хана Султана-гази, который владел большим наследством и был могущественнее хана. Султан Хаджи-хан правил недолго — всего один год.
Хасанкули-хан был третьим представителем узбекской династии Шибанидов. Он правил в 1519—1524 годах. Хасанкули-хан был сыном Абулек-хана и потомком правителя Узбекского улуса Йадгар-хана.
Хасанкули-хан пришел к власти после смерти Султан Хаджи-хана в 1519 году. На ханский трон он был возведён в Ургенче. Сторонники мотивировали права Хасанкули-хана на верховную власть его старшинством среди остальных претендентов Шибанидов-Арабшахидов. В 1524 году, спустя четыре месяца после осады Ургенч был взят, Хасанкули-хан и его старший сын Билал-султан казнены.
Суфиян-хан пришел к власти после смерти Хасанкули-хана в 1525 году. Вокруг него сплотилась наиболее многочисленная и сильная династийная группа, захватившая по прибытии в Хорезм Хиву, Хазарасп, Кят. Суфиян-хан и окружавшие его султаны во главе своих ополчений подчинили юго-восточную часть Хорезма, а также ряд областей по северному склону Копетдага. Завоевательный процес привёл к новому перераспределению земель. Так, Вазир, Янги-шахар, Тирсак, а также Дарун и Мангышлак с туркменскими племенами достались внукам Берке-султана, из которых наиболее сильным оказался Султан-гази. Четыре сына Аминек-хана разделили между собой власть в Хиве, Хазараспе, Кяте, Багабаде, Нисе и др., ими же были подчинены туркмены, жившие в Абулхане и Дабистане. С правлением Суфиян-хана власть в Хорезме окончательно утвердилась за представителями дома Аминек-хана. Потомки Берке-султана постепенно утратили свои позиции и, в конечном итоге, были вынуждены бежать в Бухару.
Буджуга-хан был сыном Аминек-хана и потомком узбекского хана Йадгар-хана. Он пришёл к власти в Хорезме после смерти своего брата Суфиян-хана в 1522 году. Правил он до 1526 года. Во время своего правления он достиг успехов в борьбе с сефевидским  шахом Тахмасп I, который просил узбеков о мире. Так как у Буджуга-хана не было дочерей, он выдал замуж за Тахмаспа I дочь своего брата Суфиян-хана — Аишу-бегим.
Аванеш-хан был сыном Аминек-хана и потомком узбекского хана Йадгар-хана. Он пришел к власти в Хорезме после смерти своего брата Буджуга-хана в 1526 году. Правил он до 1538 года. В годы царствования Аванеш-хана была предпринята попытка завоевания Хорезма бухарским Шейбанидом Убайдулла-ханом (1533—1539). Формальным поводом выступления бухарского правителя послужили сепаратные переговоры одного из влиятельных хорезмских султанов Дин-Мухаммада, старшего сына Аванеш-хана с сефевидским правителем шахом Тахмаспом I (1524—1576), в частности, по вопросу раздела сфер влияния в приграничных с Сефевидами районах.
В 1539 году вместе с Убайдулла-ханом в поход выступили владетели Ташкента, Самарканда, Хисара. Узнав о приближении войска противника, сыновья Аминек-хана — владетели Хивы и Хазараспа покинули свои уделы и направились в Ургенч к Аванеш-хану. Однако и последний, избегая открытого столкновения, был вынужден оставить город и отступить в степи. Посланное вслед войско Убайдулла-хана настигло противника в местечке Бият-кыри, где и состоялось сражение, в ходе которого Аванеш-хан был убит.
После гибели Аванеш-хана в 1538 году и через короткий период подчинения Бухарскому ханству власть в Хорезме перешла к его брату Кал-хану. Кал-хан был сыном Аминек-хана и потомком узбекского хана Йадгар-хана. Он пришел к власти в Хорезме после смерти бухарского правителя Убайдулла-хана, которому удалось временно подчинить Хорезм своей власти 1538 - 1540 годах. Власть в Хорезме на короткий срок перешла к бухарским шейбанидам. Правил Кал-хан до 1547 года.
Агатай-хан был восьмым ханом узбекской династии шибанидов в Хорезме. Он правил в 1547 — 1557 годах. Он был сыном Аминек-хана и потомком узбекского хана Йадгар-хана. Период правления Агатай-хана был характерен мирными годами и борьбой за власть в результате которой он был убит заговорщиками в 1557 году. К власти в Хорезме пришел его племянник Дост-хан.
Дост-хан или Дуст Мухаммад-хан был сыном Буджуга-хана и потомком узбекского хана Йадгар-хана. Он пришёл к власти после смерти Агатай-хана в 1557 году. Резиденцией хана был город Ургенч. Период правления Дост-хана отличался борьбой за власть в результате которой он был убит в 1558 году. К власти в Хорезме пришёл Хаджи Мухаммад-хан.
Хаджи Мухаммад-хан был сыном Агатай-хана и потомком правителя Узбекского улуса Йадгар-хана. Хаджи Мухаммад-хан при поддержки Али-султана, сына Аванеш-хана и после смерти сына Буджуга-хана Дост-хана был возведён на престол в Вазире в период сложных политических процессов в 1558 году. Взамен оказанной поддержки Али-султан, помимо наследственного ему Даруна, получил также во владение в качестве уделов Ургенч, Хазарасп, Кят. Как отмечал современник, не будучи ханом, он тем не менее являлся полновластным распорядителем в «стране гор и стране рек», то есть в Хорасане и Хорезме, вплоть до своей смерти в 1568/1569 году. В сравнительно продолжительное правление Хаджи Мухаммад-хана, считавшегося «опытным, справедливым и набожным государём», были предприняты попытки объединения страны и усиления позиции центральной власти, однако добиться очевидных успехов в данном направлении не удалось. При Хаджи Мухаммад-хане начинался постепенный процесс переноса основной ставки хорезмских правителей в город Хиву, завершившийся в период правления Абульгази-хана (1643—1663).
Во время его правления страну посетил английский путешественник Антоний Дженкинсон.
В 1564 году Хаджи Мухаммад-хан отправил посла к русскому царю Ивану Грозному.
Период правления Хаджи Мухаммад-хана отличался относительным спокойствием, несмотря на три похода бухарского хана Абдулла-хана II на Хорезм. В 1593 году Абдулла-хан II отправил в Хорасан войска под командованием своего сына Абдалмумин-хана, а сам решил подавить мятеж в Хорезме. В течение 1593—1594 годов Абдулла-хан II нанёс поражение Хаджим-хану. Хорезм был завоеван Абдулла-ханом и Хаджиим-хан вместе со своими сыновьями и внуками был вынужден найти убежище в Казвине у сефевидского шаха Аббаса I, рассчитывавшего в дальнейшем использовать данный фактор для усиления своего влияния в Хорезме. Сразу же после своего похода в Хорезм, в 1593 году Абдулла-хан II отправляет посла с ценными подарками в Стамбул.
Лишь после смерти Абдулла-хана II в 1598 году неоднократные попытки Хаджим-хана вернуть престол в Хорезме увенчались успехом
Хаджи Мухаммад-хан скончался в 1602 году и к власти в Хорезме пришел его сын Араб Мухаммад-хан.

## Правление Араб Мухаммад-хана и Исфендияр-хана
Араб Мухаммад-хан был сыном Хаджи Мухаммад-хана и потомком правителя Узбекского улуса Йадгар-хана. Он пришел к власти после смерти своего отца Хаджи Мухаммад-хана в 1602 году. Правил он до 1621 года. Во время своего правления он достиг успехов в борьбе с казаками, которые стали совершать грабительские походы на Хорезм.  Араб Мухаммад-хану удалось разгромить напавших на Хорезм калмыков. В 1616 году Араб Мухаммад-хан отправил посла Ходжа Юсуфа в Москву. У Араб-Мухаммеда было семь сыновей: Исфендиар, Хабаш, Ильбарс, Абу-л-Гази, Шериф-Мухаммед, Хорезмшах и Авган.

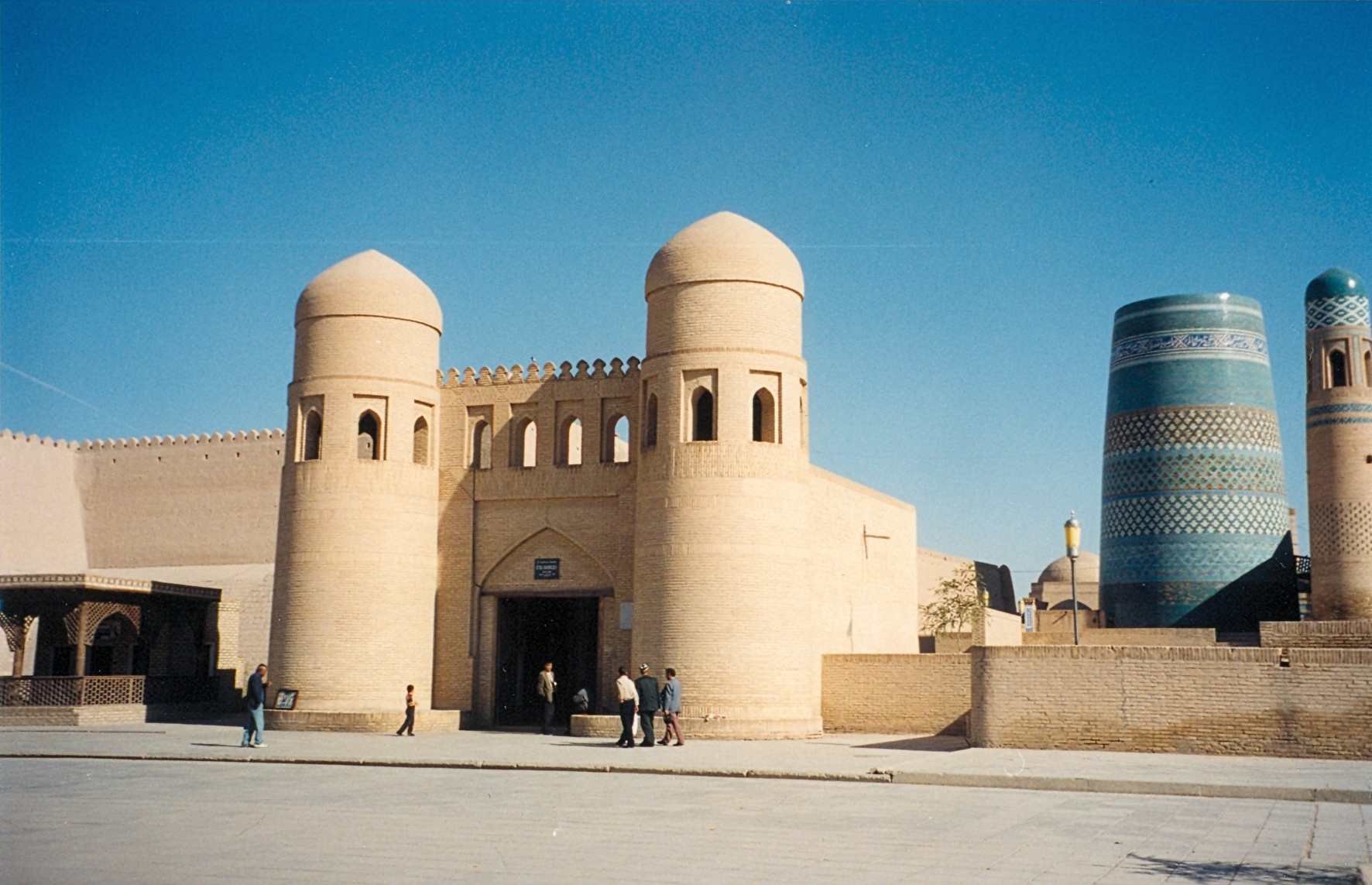
Ворота Хивы

В 1616 году в Хиве Араб Мухаммад-хан построил новое одноэтажное медресе из жженого кирпича, в честь того, что Хива стала столицей Хорезма вместо Куня-Ургенча. К концу правления Араб Мухаммад-хана Хорезм вновь поразил острый политический кризис. Араб Мухаммад-хан был убит в 1621 году и в Хорезме был период царствования двух его сыновей Хабаш-султана и Ильбарс-султана, пока в 1623 году власть не захватил другой сын Араб Мухаммад-хана Исфандияр-хан. Его младший сын Афган-Мухаммед бежал в Россию, где и умер в городе Касимове в 1648 году.
Исфандияр-хан был сыном Араб Мухаммад-хана и потомком узбекского хана Йадгар-хана. Он пришел к власти после смерти братьев Хабаш султана и Ильбарс султана в 1623 году. Правил он до 1643 года. 
В 1633 году отправил посла Ходжа Мухаммада в Россию. В 1639 году его посол прибыл ко двору русского царя Алексей Михайловича. После его смерти в 1643 году к власти в Хорезме пришел его брат Абулгази-хан.

## Правление Абулгази-хана (1643-1663) и Ануша-хана (1663-1686)
До шестнадцати лет Абулгази жил в Ургенче, в доме своего отца, который, женив Абулгази, передал ему в “удельное владение” половину Ургенча, а другая половина была отдана его брату Хабашу.
В результате междоусобной войны в 1627 году Абулгази бежал к казахам, где был хорошо принят родственником - чингизидом Есим-ханом. Затем Абулгази в течение двух лет жил у казахского владетеля Ташкента - Турсуна. В 1630 году он вернулся в родной Хорезм. Однако его брат Исфендияр-хан вероломно захватил его и отослал в 1630 году в Персию к Шаху-Сефи. Шах-Сефи назначил Абулгазию местопребыванием Исфаган. Здесь Хивинский царевич прожил десять лет под стражей. Затем Абулгази склонил в побегу троих своих слуг, разделавших с ним заточение, и хитро умел пробраться до границ Хивы. В 1643 году Абулгази был провозглашен ханом. Воевал против туркмен, калмыков и Бухарского ханства.
Абулгази Баходирхан (1645–1663) собирал при своем дворе коллекцию древностей, отведя специальное помещение для ее демонстрации. В народе это место называли «Ажойибхона» – «Комната чудес» (Кунсткамера).
Ануша-хан или Абу-л-Музаффар Мухаммад Ануша-хан 1663—1686 был сыном и преемником хана Абулгази, продолжал его политику укрепления ханской власти. Совершил ряд набегов на Бухарское ханство, в 1685 временно захватил Самарканд, но вскоре вынужден был оставить его. В 1669 и 1675 пытался восстановить торговые и дипломатические отношения с Россией; в 1668 году послал письмо царю Алексею Михайловичу. В период правления Ануши-хана в Хиве были построены ряд зданий, в том числе медресе и баня, известные под именем Ануша-хана, прорыты два больших канала — Шахабад и Ярмыш. В результате заговора придворных Ануша-хан был свергнут и ослеплен.
Правление известного хана-историка Абулгази (1643—1663), и его сына и наследника Ануша-хана были периодами относительной политической стабильности и экономического развития. Были предприняты широкомасштабные ирригационные работы, и новые орошаемые земли делились между узбекскими племенами, которые становились все более оседлыми. Хорезм ввиду скудости собственных экономических ресурсов вёл войны с Бухарой и Сефевидами, а туркмены государства совершали набеги на Хорасан.
Эренг-хан 1689—1694 был сыном Ануша-хана. Он продолжал его политику укрепления ханской власти после смерти своего брата Худайдад-хана. Пришел к власти благодаря помощи Худайкули-инака. Его близким другом был поэт и архитектор Мавлана Вафа. По приказу Эренг-хана была построена куриниш-хана в цитадели Хивы. В его правление приближенный хана Мухаммад Ризабек из узбеков-киятов построил медресе в Хиве. Правил он всего два года и случайно погиб от падения лошади в 1694 году. К власти пришел Джочи султан, потомок Хаджи Мухаммад-хана.

## Правление Шергази-хана
После смерти Йадигар-хана на хорезмский престол взошел Шергази-хан (1714-1728). Он был потомком Султан Гази-хана, старшего сына Ильбарс-хана. Шергази-хан родился в Бухаре, куда переселились его предки, возможно, из-за политических неурядиц в Хорезме. Шергази-хан окончил медресе в Бухаре и был весьма образованным человеком. Он выделялся способностями из других представителей династии, поэтому его называли сахибкиран, также как и Амир Тимура. Время его правления прошло в завоеваниях, он захватил Мешхед, Мерв. Поход российской миссии во главе с Бековичем-Черкасским на Хиву в 1717 году закончился полным разгромом российского отряда. По приказу Шергази-хана было построено медресе в Хиве. Шергази-хан был убит рабами в 1728 году, и на престол взошел Ильбарс-хан II. История Шергази-хана была изложена его хронистом и историком Сайид Мухаммад Ахундом в произведении «Гулшан-и икбал».
Очевидец сообщал, что в 1713 г. в Тюб-Караганском заливе объявился туркмен ходжа Нефес с якобы важным известием, которое могло принести пользу Российскому государству. Он был доставлен в Санкт-Петербург, где был представлен государю и рассказал ему о золотоносной реке. Позже писали о том, что ходжа вообще предлагал завоевать Хиву с помощью туркмен. В столице Нефес познакомился с князем А.Бековичем-Черкасским, который захотел возглавить экспедицию на Хиву. В феврале 1716 г. князь Бекович-Черкасский получил инструкцию, которая требовала основать крепости на Амударье. Он должен был склонить хивинского хана «к верности и подданству. У  Бековича был отряд из 4000 солдат регулярных войск и двухтысячный отряд казаков вместе с драгунской сотней. Весной 1717 г. калмыцкий хан Аюка сообщал что активизация россиян вызвала реакцию в Хивинском ханстве: бухарцы, касак, каракалпак, хивинцы «хотят на российских служилых людей идти боем». Позже Аюка сообщил о готовности отряда хивинцев, бухарцев, каракалпаков и казахов напасть на Красноводскую крепость. Отряд Бековича был остановлен 24-тысячным войском хивинского хана Ширгази-хана в 300 километрах от Хивы, но хивинцы потерпели поражение. Однако из-за хитрой уловки хана, российский отряд был разделен на несколько частей, затем часть была пленена, а часть погибла, включая Бековича. Ухудшение российско-хивинских отношений привело к тому, что посланный в 1720 г. в Петербург хивинский посол по приказу императора был арестован и позднее скончался, а трое его сопровождавших отправлены на каторгу в Рогервик.
Некоторое число пленников из отряда А. Бековича позже покинули Хиву. Сто пленных были спасены от казни «хивинским ходжой» (влиятельным представителем духовенства) и отправлены в Бухару, где Абулфейз-хан сформировал из них отряд собственных телохранителей.

## Правление Ильбарс-хана II и поход Надир-шаха
В 1740 году Ильбарс-хан II сражался против войск Надир-шаха, предпринявшего ряд военных походов в Среднюю Азию. Потерпел поражение в битве при Питняке. Осенью 1740 года был убит вместе с 20 другими влиятельными аристократами Хорезма. Надир-шах поставил ханом Хорезма, представителя одного из бухарских аштарханидов — Тахирхана.
К середине XVIII века, после похода Надир-шаха, большинство Арабшахидов было убито. По одной версии последним представителем династии Шибанидов-Арабшахидов, правивших в Хорезме был Ильбарс-хан II, убитый Надир-шахом в 1740 году.
В 1740 году столица ханства Хива была взята войсками Надир-шаха и окончательно разорена, а жители были перерезаны. Семь тысяч пленных были вывезены в Хорасан (современный Южный Туркменистан), где в окрестностях г. Абиверд началось строительство нового города Хиваабад, названном в память о взятии Хивы Надир-шахом. Однако, город не был достроен в связи со смертью Надир-шаха, а его развалины находятся рядом с г. Каахка в Ахалском велаяте Туркменистана.

## Узбекская династия Кунгратов
Представители династии Арабшахидов погибли к середине XVIII века. Последним влиятельным ханом был Шергази-хан (1714—1728), которому удалось разбить военную экспедицию Бековича-Черкасского. К этому времени очень выросла власть племенных вождей, и они стали приглашать Чингизидов из казахских степей на ханский трон. Реальная власть сосредоточилась в руках племенных вождей с титулами аталык и инак. Два главных узбекских племени, кунграты и мангыты, вели борьбу за власть в ханстве, и их борьба сопровождалась отделением северной части Хорезма, Арала (дельта Амударьи). Кочевые узбеки Арала провозгласили ханами своих Чингизидов, которые также были марионетками. Большую часть XVIII века в Хорезме царил хаос, и в 1740 году страна была захвачена Надир-шахом из Ирана, но его власть была номинальной и окончилась со смертью шаха в 1747 году. В последующей борьбе кунгратов и мангытов выиграли кунграты. Однако долгие войны между Хивой и Аралом, и между различными узбекскими племенами, в которых туркмены принимали активное участие, привели Хорезм на грань тотальной анархии, особенно после захвата Хивы в 1767 году туркменским племенем йомудов. 

## Правление Мухаммад Амин-бия
В XVII—XVIII веках основную политическую силу в Хивинском ханстве составляли узбекские племена: Кунграты (узбеки), найманы, кияты, мангыты, нукузы, канглы и кипчаки. В борьбе за власть во второй половине XVIII века победу одержало узбекское племя кунграт.
В 1763 году к власти в Хорезме (в российской историографии называлось Хивинским ханством) пришёл представитель узбекского рода кунграт Мухаммад Амин-бий, имевший титул инака. Мухаммад Амин проводил политику по восстановлению экономики страны после тяжёлого кризиса середины XVIII века. В период его правления в Хорезме проводились большие ирригационные работы. Проводя жёсткую внутреннюю политику, он, хотя вначале испытывал большие трудности и неудачи, но постепенно смог установить относительный мир и политическую стабильность в государстве. По данным историка Агахи, Мухаммад Амин позволил поселиться в пределах государства большой группе каракалпаков..
Он смог предотвратить два вторжения: из Бухарского эмирата в 1782 году и со стороны кочевых туркменских племён в 1770 году. По приказу Мухаммад Амина в Хиве в Ичан-кале были построены пятничная многоколонная мечеть и минарет (1788—1789).

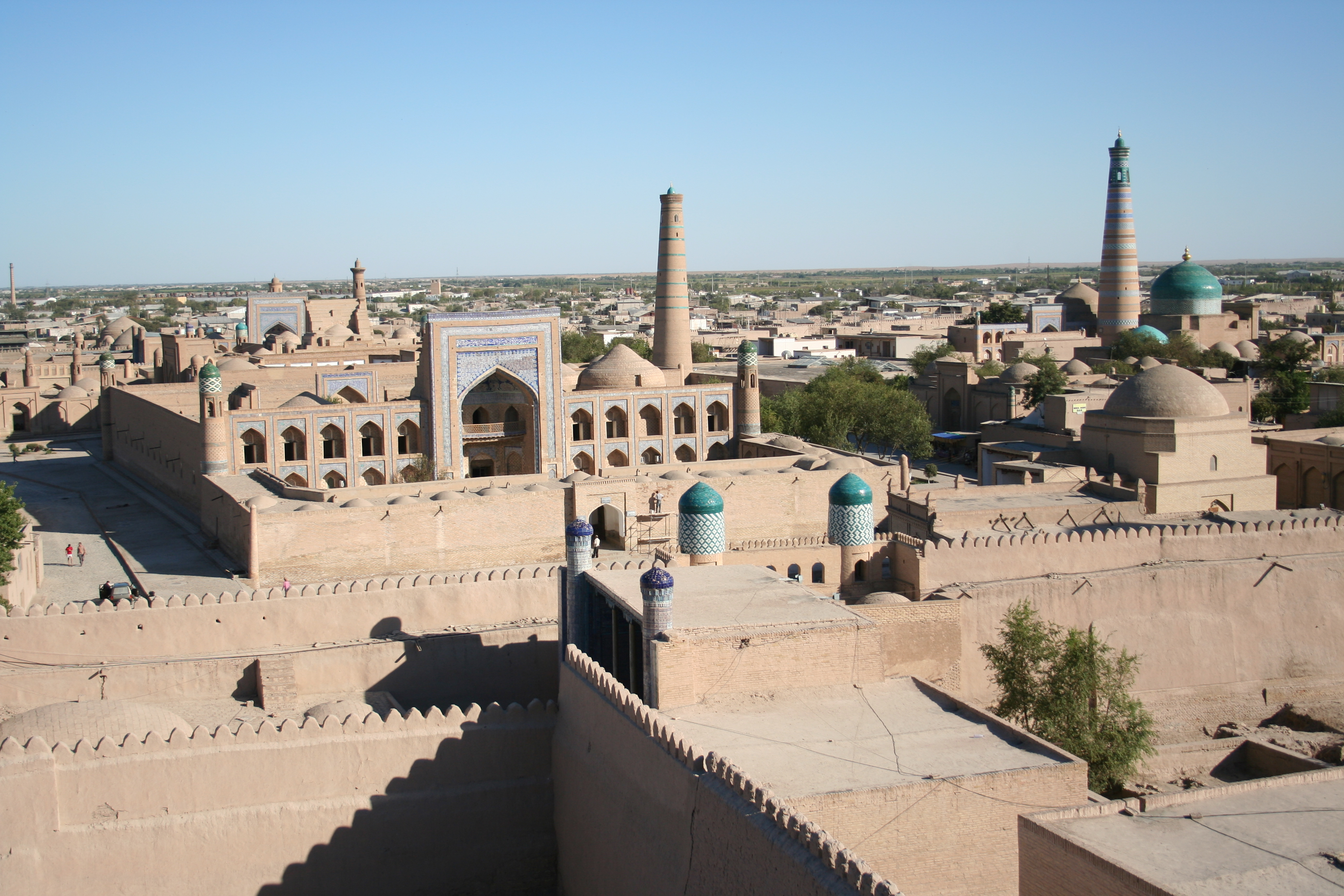
Хива: Ичан кала

## ПравлениеЭльтузараи Мухаммад Рахим-хана I
В 1804 году внук Мухаммад Амин-бия, Эльтузар, был провозглашён ханом, и марионетки-Чингизиды больше не были нужны.
Хотя Эльтузар был третьим правителем из узбекской династии кунгратов в Хорезме, он вошел в историю как первый правитель принявший титул хана. До этого времени этот титул в Хорезме могли носить только потомки Чингисхана. Для упрочения своей династии он взял в жёны дочь одного из ургенчских саййидов, Ахта-ходжи.
Эльтузар продолжал политику по восстановлению экономики страны. Он провел налоговую реформу в стране, усилив централизацию сбора податей в государстве. В период его правления в Хорезме проводились большие ирригационные работы.
В 1804 году Эльтузар совершил удачный поход против туркменских племен йомудов, живших на юге современного Туркменистана и в районе Астрабада (северный Иран).
При правлении Эльтузар-хана поддерживались дипломатические отношения с Россией и Османской империей. Эльтузар-хан украсил столицу государства Хиву новыми постройками.
Его младшему брату, Мухаммад Рахим-хан I (1806—1825) в 1810 г. в результате дипломатических уговоров и угроз  удалось добиться мирного присоединения двух каракалпакских родов под власть Хивы
При Мухаммад Рахим-хане I в ханстве начали чеканить свои собственные монеты с надписью «выпущено в Хорезме». Но несмотря на все это, ханство испытывало недостаток как в людских, так и финансовых ресурсах, и хивинские рейды в Бухарское ханство и в Хорасан, а также против казахов и независимых туркменских племён стали ежегодными. В то же время кунгратский период ознаменовался и культурными достижениями, именно в это время Хорезм стал главным центром развития тюркской литературы в Средней Азии.
Мухаммад Рахим-хан I кроме родного узбекского знал персидский и арабские языки. Он был покровителем науки и искусств. В эпоху его правления в Хиве были построены медресе Кутлуг Мурад инака, мечеть Багбанлы и др. В 1815 году по приказу Мухаммад Рахим-хана был сделан новый трон, облицованный серебром с басменным узором. В настоящее время он хранится в одном из музеев Москвы. В этот период хивинский историк Мунис Хорезми активно работал над составлением всеобщей истории Хорезма. 
После смерти Мухаммад Рахим-хана I власть в Хорезме перешла к его сыну Аллакули хану (1825—1842).

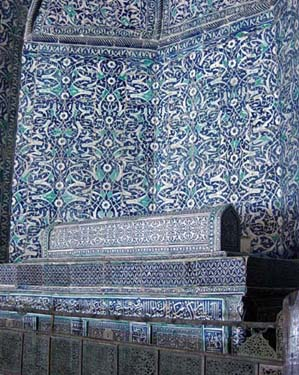
Могила Мухаммада Рахим-хана в комплексе мавзолея Пахлаван Махмуда

## ПравлениеАллакули-ханаиРахимкулихана
Аллакули (1794—1842), годы правления 1825—1842, был пятым правителем из узбекской династии кунгратов в Хивинском ханстве.  При правлении Аллакули-хана продолжалась политика по усилению централизации государства. В 1828 году было подавлено восстание племен сарыков. Аллакули-хан продолжал политику по восстановлению экономики страны. В период его правления в Хорезме проводились большие ирригационные работы. В 1830—1831 годах был построен канал к Куня-Ургенчу.
Аллакули-хан живо интересовался событиями в мире и изучал иностранные языки. В отличие от всех современных ему среднеазиатских правителей, он свободно читал и писал на русском языке.
Аллакули-хан в союзе с Кокандским ханством неоднократно нападал на Бухарский эмират. Он совершил пять походов на Хорасан. При правлении Аллакули-хана поддерживались дипломатические отношения с Россией, Османской империей, Великобританией, Ираном, Афганистаном.
В 1840 году в Хиве побывали английские посланники Дж. Аббот и Р. Шекспир. После некоторого охлаждения отношений в 1840 году в Санкт-Петербург был отправлен хивинский посланник Атанияз ходжа Реис муфтий. В 1841 году в Хиву прибыла российская миссия во главе с капитаном Никифоровым. В 1842 году император Николай I в Петербурге принял хивинских послов Ваисбай Ниязова и Ишбай Бабаева.

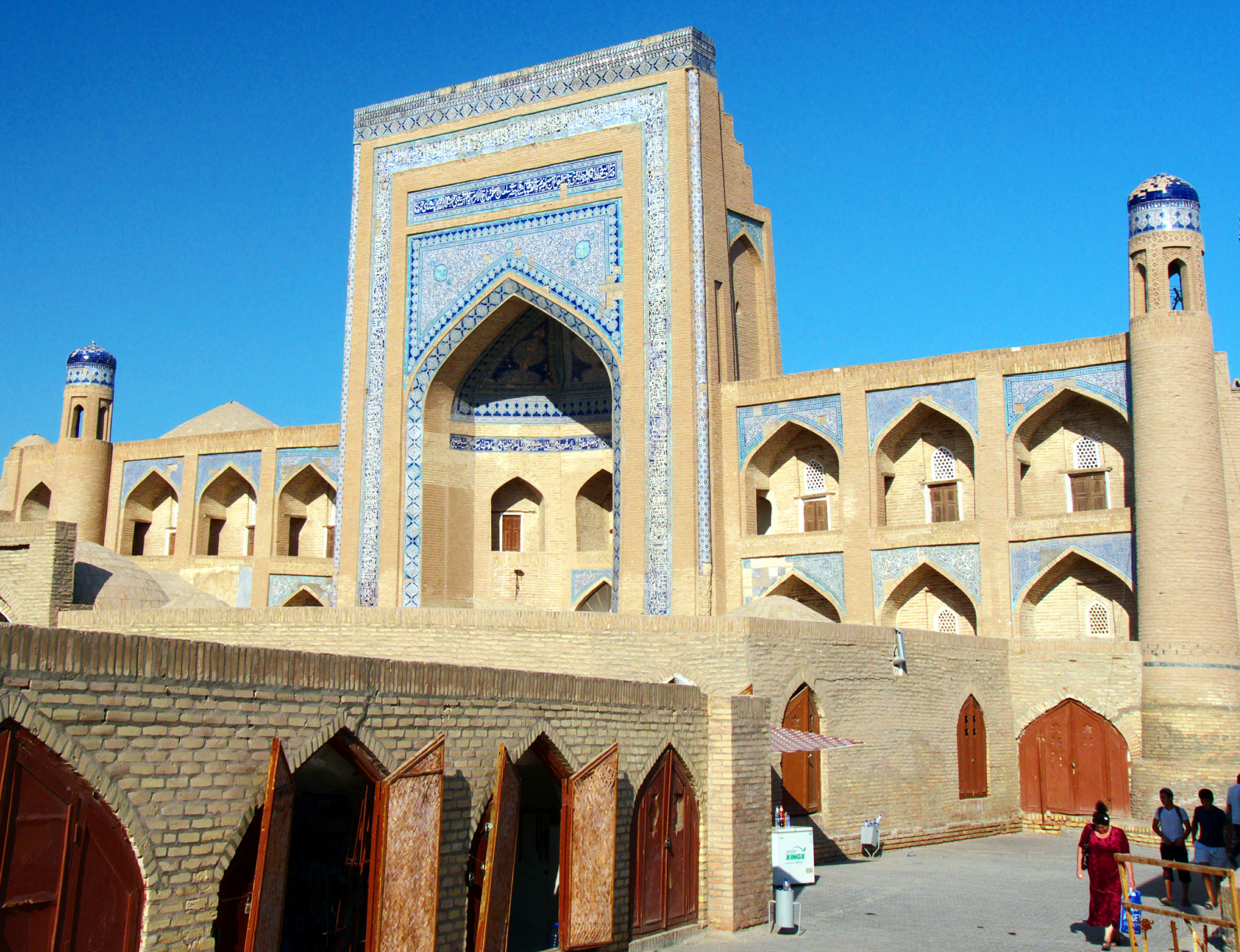
Медресе Аллакули-хана в Хиве, современный Узбекистан

В эпоху правления Аллакули-хана в Хиве были построены Дворец Таш-Хаули (1830—1832), медресе (1834—1835), караван-сарай (1832—1833), тим (торговый купол), мечети Саитбай, Ак-мечеть и др.

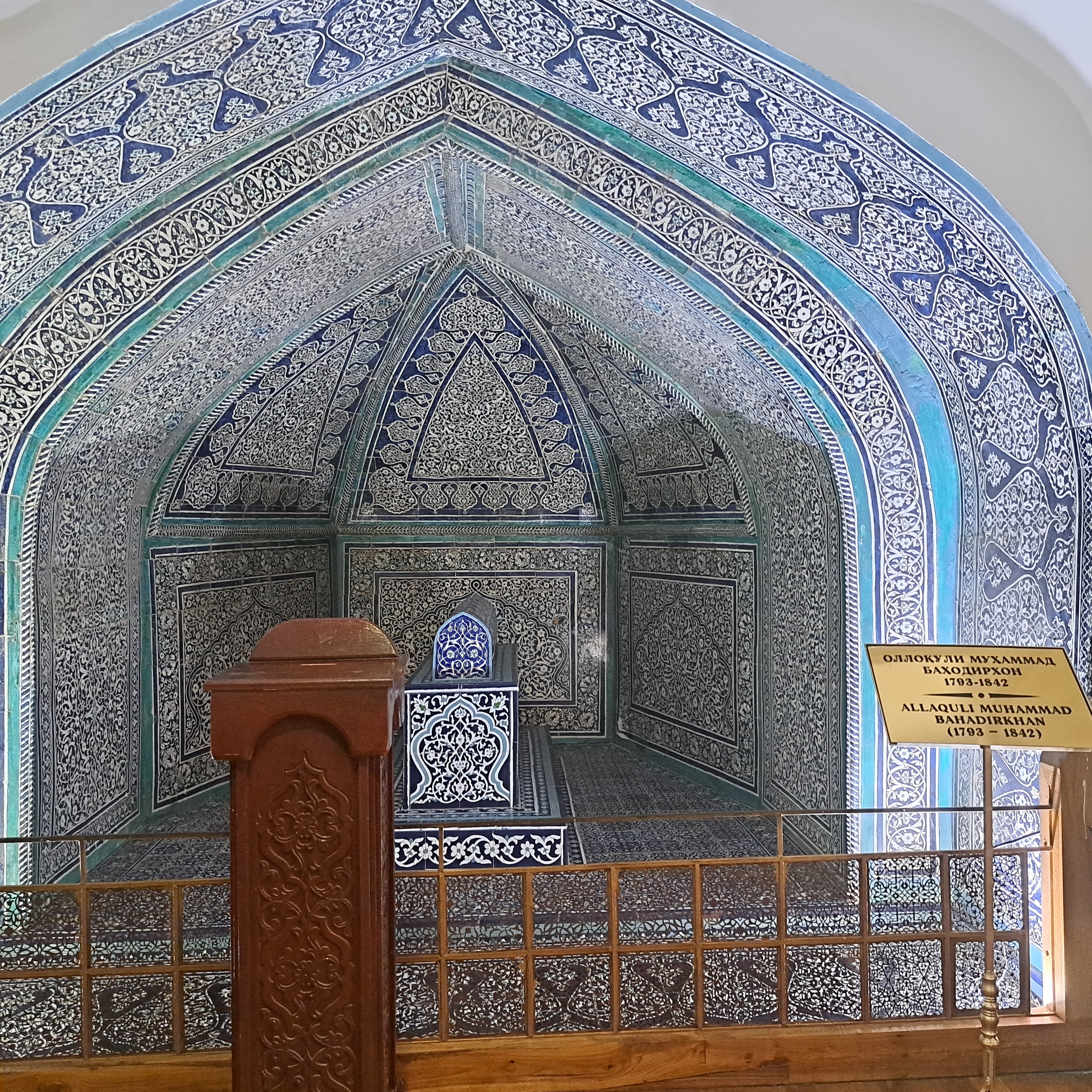
Мавзолей Аллакули-хана, Хива, Узбекистан

В 1842 году Хива была обведена шестикилометровой внешней стеной (Дишан-кала), которую построили за 30 дней.
В эпоху правления Аллакули-хана в Хиве творили такие поэты как Мунис Хорезми, Роджих, Дилавар, Саид Мирза Джунайд, Мирза Масихо. Историки Мунис Хорезми и Агахи писали историю Хорезма. После смерти Аллакули-хана власть в Хорезме перешла к его сыну Рахимкули хану (1842—1845).
При правлении Рахимкули-хана поддерживались дипломатические отношения с Россией, Османской империей, Ираном, Афганистаном. 27 декабря 1842 года Рахимкули-хан поставил свою печать на «обязательном акте» с Россией. Этот акт, по существу, был первым и единственным договором между Российской империей и Хивинским ханством. В мае 1843 года посланец хивинского хана Мухаммад Амин Аваз Бердыев прибыл в Санкт-Петербург ко двору императора Николай I..

## ПравлениеМухаммад Амин-хана
В 1845 году после смерти Рахимкулихана (1842—1845) к власти в Хивинском ханстве пришёл его брат Мухаммад Амин-хан. При правлении Мухаммад Амин-хана (1845—1855) усилия центральной власти по усмирению кочевых племён имели некоторый успех. Мухаммад Амин-хан предпринял более 10 походов на Мерв и Хорасан.
При правлении Мухаммад Амин-хана поддерживались дипломатические отношения с Россией, Османской империей, Ираном, Афганистаном. В декабре 1846 года в Оренбург прибыли посланники Хивы — Клыч Ниязмухаммедов и Шукруллабай Мискинов. 9 марта 1847 года они прибыли в Санкт-Петербург. Послы поставили вопрос о срытии Раимского укрепления, построенного Россией близ устья Сырдарьи, на что Николай I ответил отказом. 1847-1848 годы прошли в мелких военных столкновениях хивинских отрядов с царскими военными частями. Не добившись успеха, Мухаммад Амин-хан вновь перешёл на мирный путь решения вопроса. В 1850 году в Санкт-Петербурге побывал хивинский посол Ходжа Мехрем Аллабердыев. Тем не менее, все переговоры по поводу укрепления закончились ничем.
В эпоху правления Мухаммад Амин-хана в Хиве было построено самое большое медресе, названное его именем. В медресе учились 260 студентов. На покрытие расходов по содержанию медресе, студентов и преподавателей выделено много земли в разных частях ханства. Также было начато строительство знаменитого минарета Кальта-Минар. Историк Агахи писал историю Хорезма.

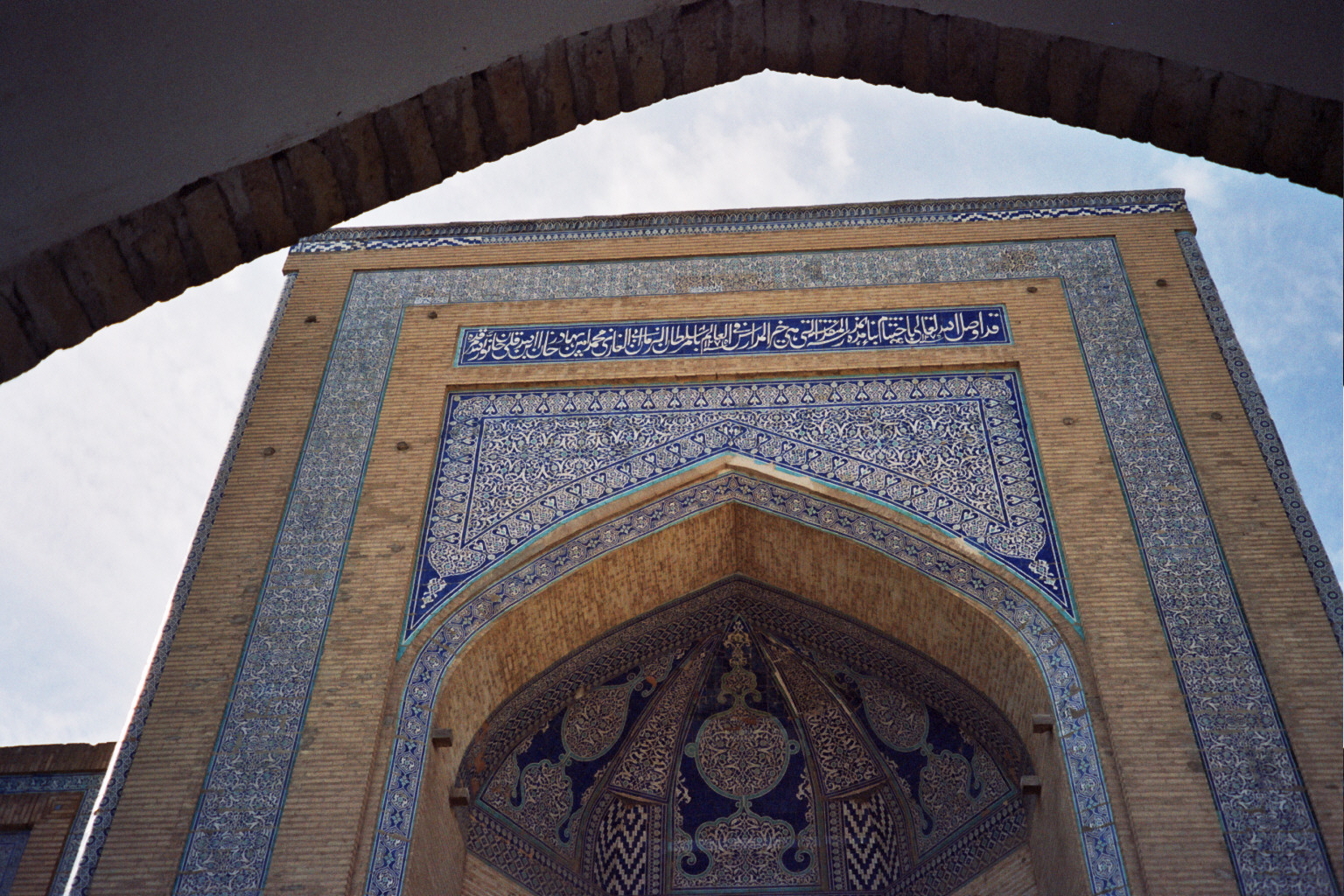
медресе Мухаммад Амин-хана

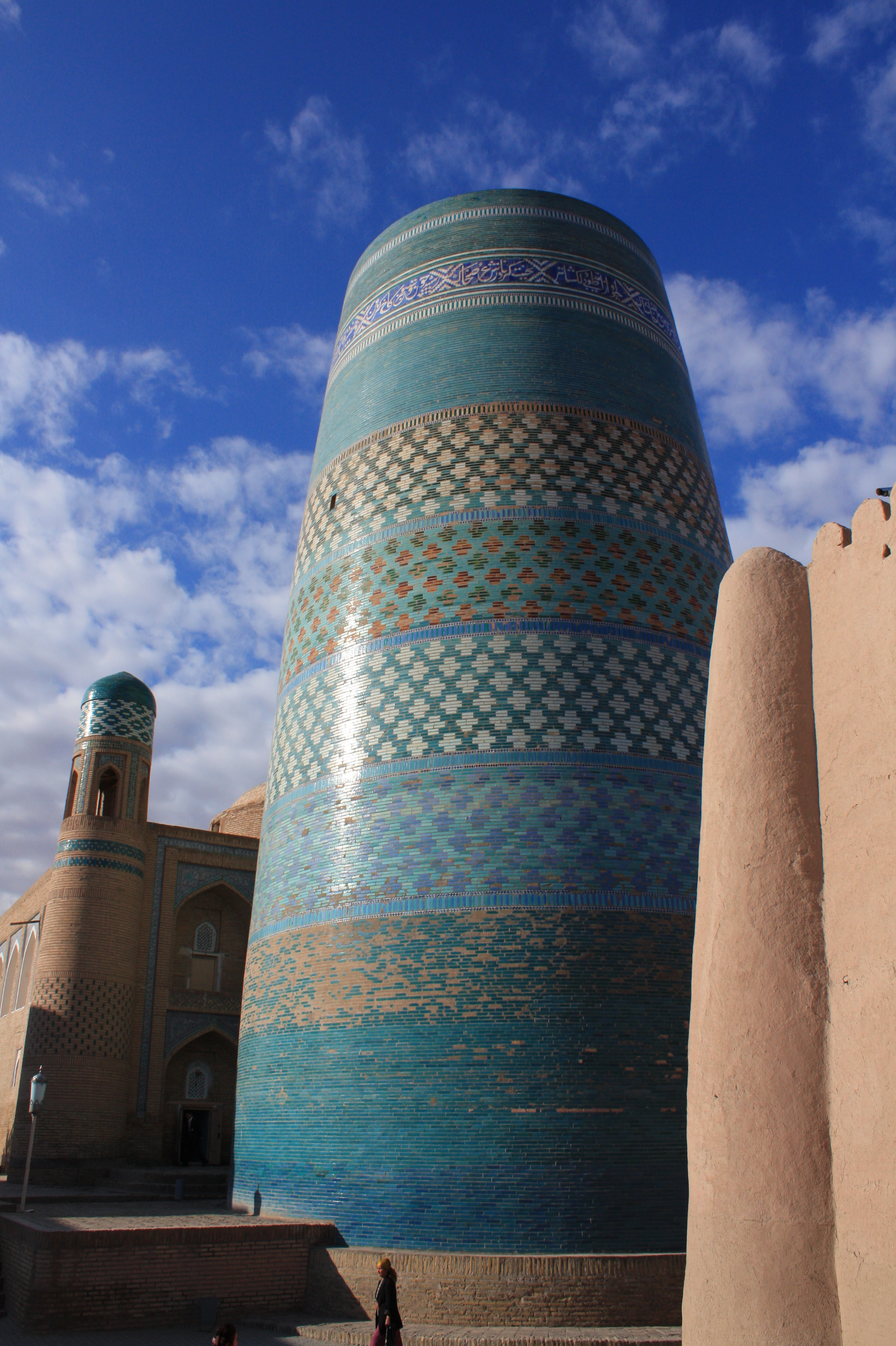
минарет Кальта минар

В 1855 году Мухаммед-Амин совершил поход на Серахс. Жители обратились с просьбой о помощи к Феридуну-Мирзе, Мешхедскому наместнику. Феридун выступил с 10-тысячным войском и 10 пушками. Передовой отряд напал на хивинцев и разбил их. В итоге военных действий Мухаммад Амин-хан погиб.

## ПравлениеСаид Мухаммад-хана
В 1855 году хивинский правитель Мухаммад Амин-хан трагически погиб в битве близ Серахса. После его смерти власть в Хорезме перешла к Абдулла-хану (1855), который, однако через шесть месяцев тоже погиб в борьбе с кочевыми племенами. Затем на престол взошел Кутлуг Мурад-хан. Он был убит в результате покушения.
В 1856 году после его смерти к власти в Хивинском ханстве пришёл сын Мухаммад Рахим-хана I Саид Мухаммад-хан (1856—1864). Он навел порядок в государстве и предотвратил нападения кочевых племен.
При правлении Саид Мухаммад-хана поддерживались дипломатические отношения с Россией, Османской империей, Ираном, Афганистаном. В 1858 году в Хиве побывал российский посланник Н. П. Игнатьев.

В 1863 году Саид Мухаммад-хан принял известного путешественника Арминия Вамбери. По утверждению востоковеда А. Вамбери, в Хивинском ханстве большинство населения составляли узбеки. Вамбери отмечал, что узбеков «можно считать оседлыми и цивилизованными обитателями Средней Азии».
В эпоху правления Саид Мухаммад-хана в Хиве была построена куринишхана. В эти годы историк Агахи писал историю Хорезма. В числе известных людей Хорезма был композитор, каллиграф, живописец Камил Хорезми (1825—1899).

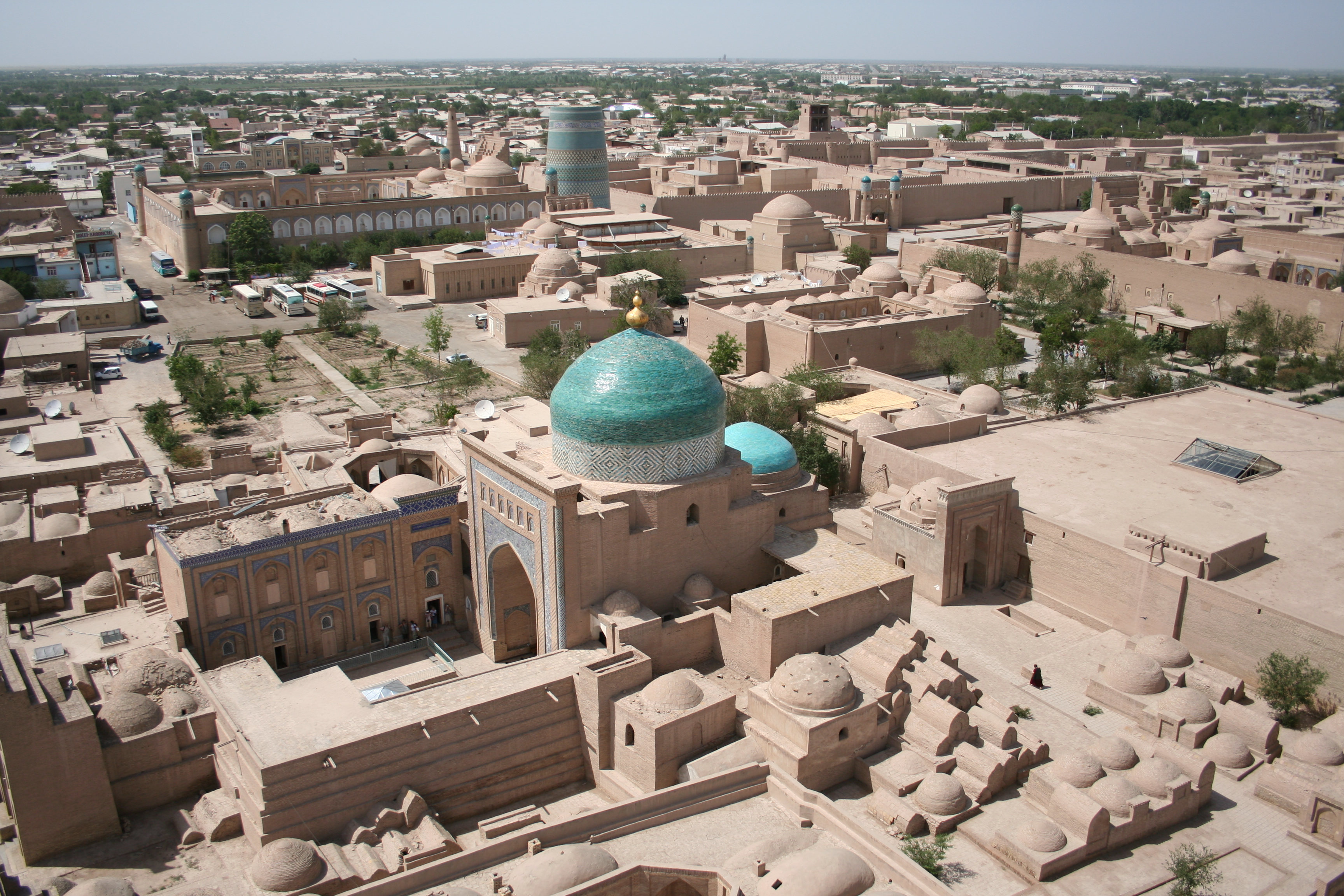
Хива: Ичан кала

В 1864 году к власти в государстве пришёл его сын Мухаммад Рахим-хан II (1864—1910).
В Хорезме, в отличие от Бухары, были случаи браков государственных чиновников с русскими девушками. Так, например, Матнияз-диванбеги был сыном дяди хана и русской невольницы.
Язык жителей Хивинского ханства А. Хорошхин характеризует следующим образом: 

«хивинцы говорят совершенно оригинальным наречием тюркского языка, несколько схожим с адербеджанским. Тип же их определить нелегко, потому что они представляют собою, не исключая и самого хана с его братьями, смесь узбеков с персами или, точнее, с персиянками».
.

## Хивинское ханство и Османская империя
Хорезм с эпохи средневековья поддерживал связи с Османской империей. В XIX веке эти связи усилились.
По данным А. Вамбери: 

«Не меньше мучили меня учёные мужи, а именно улемы города Хивы. Эти господа, всему на свете предпочитавшие Турцию и Константинополь, хотели от меня, как главного представителя турецко-исламской учёности, услышать разъяснения многих меселе (религиозных вопросов). Упрямые узбеки в своих огромных тюрбанах вгоняли меня в пот, когда начинали беседу о предписаниях, как надо мыть руки, ноги, лоб и затылок, как по заповедям религии надо сидеть, ходить, лежать, спать и т. д. Султан (как признанный преемник Мухаммеда) и его приближённые считаются в Хиве образцом в исполнении всех этих важных законов».

## Хивинское ханство под протекторатом России
В 1855 году армия ханства потерпела сокрушительное поражение от туркменов-теке под Серахсом, в Хорасане, и Мухаммад Амин-хан был убит в сражении. Новым правителям, Саид Мухаммад-хану и Мухаммад Рахим-хану II, удалось стабилизировать ситуацию. Хорезмские ханы неоднократно отправляли послов в Российскую империю, в числе их был Шукруллабай Мискинов.
В 1870-х годах ханство приближалось к роковой конфронтации с Россией. Первая попытка проникновения в Хорезм была предпринята Петром I, пославшим небольшую экспедицию под начальством Бековича-Черкасского в 1717 году. Экспедиция была неудачной, и почти все её участники погибли.

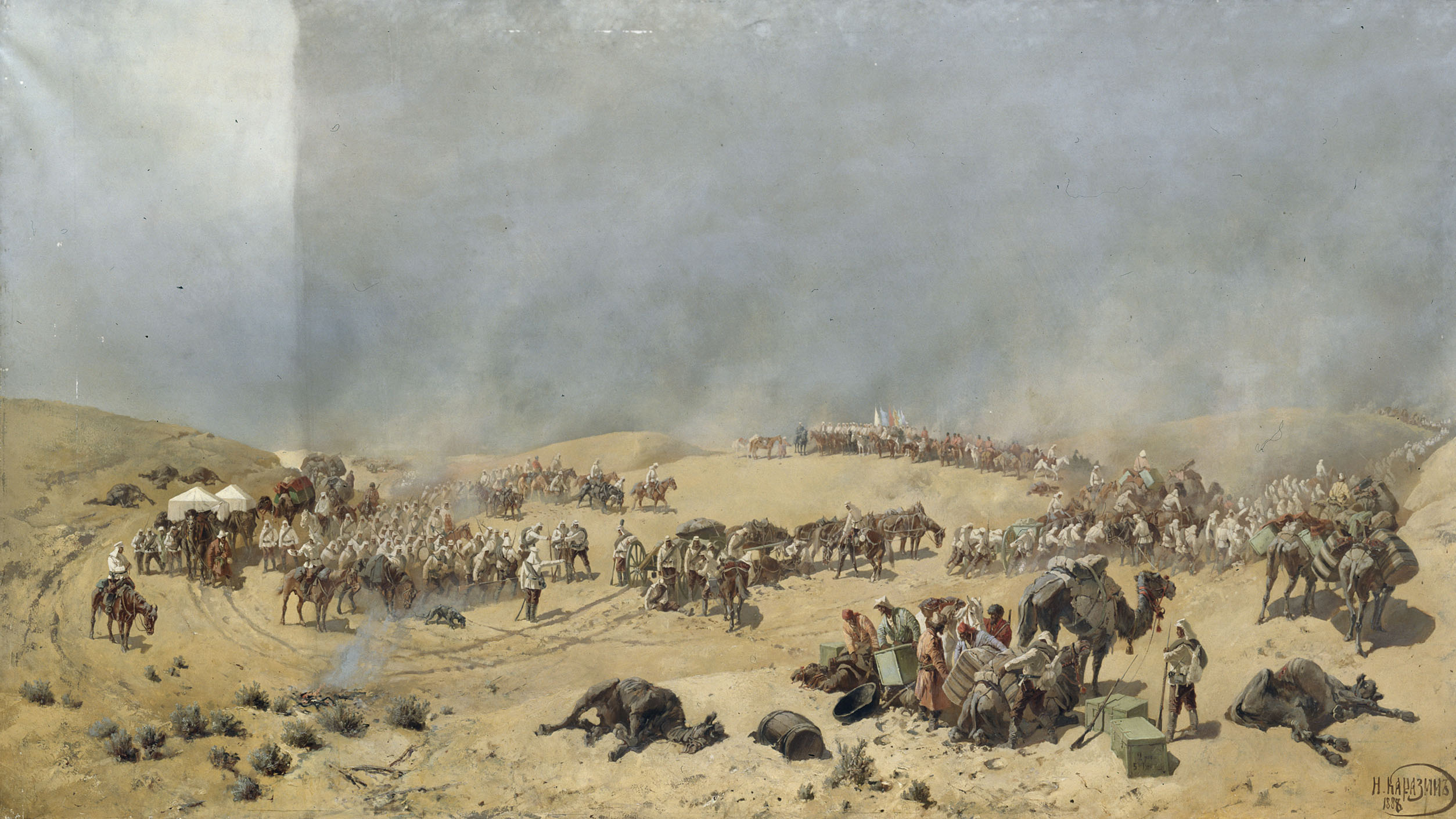
Хивинский поход 1873 г. Через мёртвые пески к Колодцам Адам-Крылган. Картина работы Н. Н. Каразина. 1888. Государственный Русский музей.

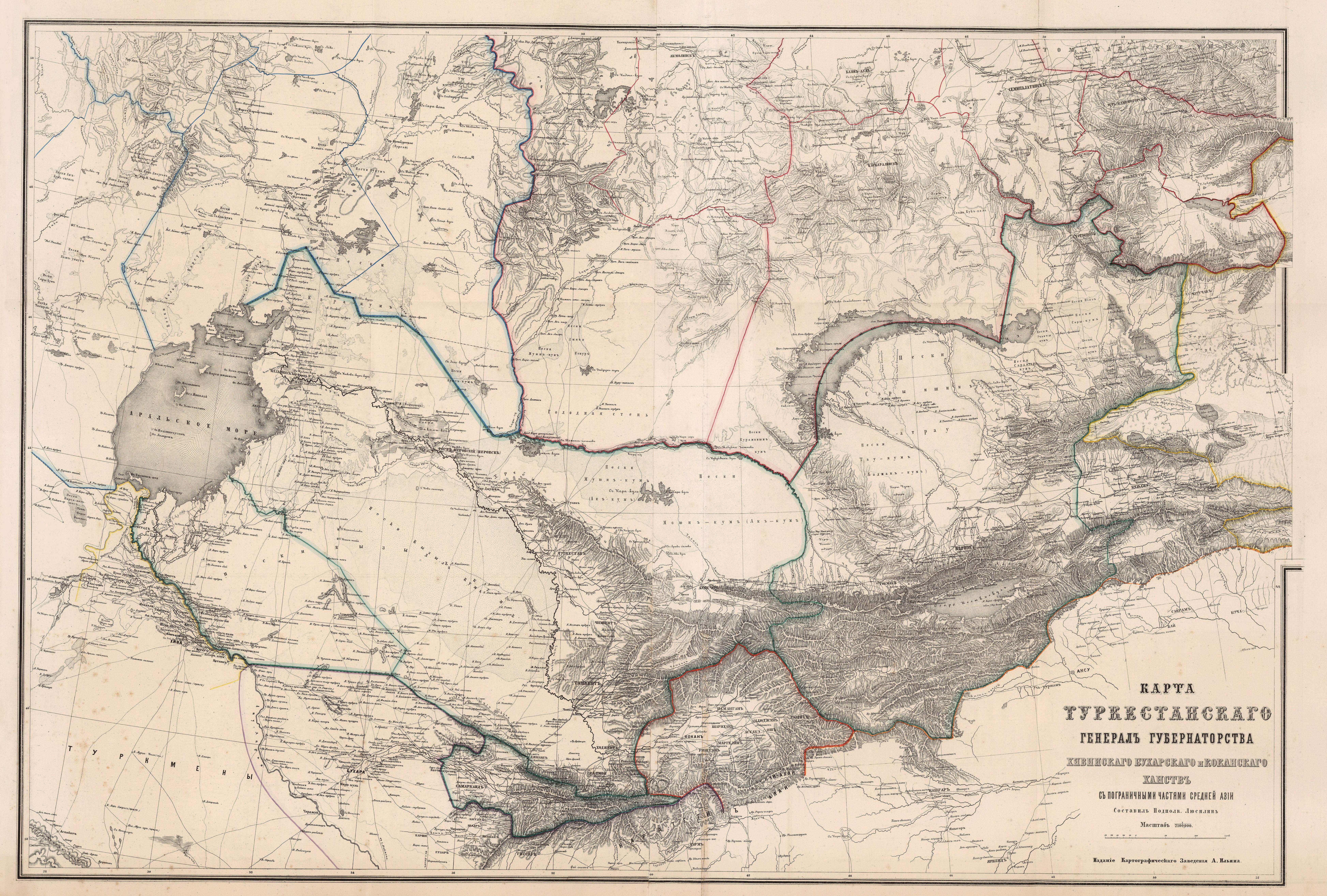
Карта Туркестанского генерал-губернаторства, Хивинского, Бухарского и Кокандского ханств 1876 г.

В XIX веке напряжение между Российской империей и Хивой росло в результате российской экспансии в Средней Азии, их соперничества за влияние в казахских степях и из-за грабежа российских торговых караванов хивинцами. Захват Хивы началось весной 1873 года под руководством генерал-губернатора Туркестана К. П. Кауфмана силами четырёх отрядов, выступивших в конце февраля и начале марта из Ташкента, Оренбурга, Мангышлака и Красноводска (по 2—5 тыс. чел.) общей численностью 12—13 тыс. человек и 56 орудий, 4600 лошадей и 20 тыс. верблюдов. После боёв на подступах к Хиве 27-28 мая ханские войска капитулировали. Хива была взята 29 мая, и Мухаммад Рахим-хан II сдался. Гендемианский мирный договор, подписанный 12 августа 1873 года, определил статус ханства как российский протекторат. Хан объявил себя «покорным слугой» российского императора, и все земли ханства по правому берегу Амударьи отошли к России. Эти земли вошли в состав Амударьинского отдела Туркестанского края. Потеря независимости почти не отразилась на внутренней жизни ханства, но российские власти отменили рабовладение.
С 1910 по 1918 год ханством правил Асфандияр-хан.

## Революция в Хиве
Попытка либеральных реформ после Февральской революции 1917 года не удалась из-за консервативных взглядов Асфандияр-хана, который стал препятствовать реформам.
Весной 1918 года Асфандияр-хан был убит в ходе государственного переворота людьми предводителя туркмен-йомудов Джунаид-хана во дворце Нурулла-бай, и на престол был возведён его младший брат Саид Абдулла-хан. Реальную же власть получил Джунаид-хан.
Фактическая диктатура Джунаид-хана и его агрессивная внешняя политика привели страну к страшным военным поражениям (Осада Петро-Александровска (1918)), что ещё больше усилило инакомыслие в ханстве и эмиграцию из него. В ноябре 1919 года началось восстание под руководством коммунистов. Однако сил восставших оказалось недостаточно для победы над правительственными войсками. На помощь восставшим были направлены войска Красной Армии из России. К началу февраля 1920 года армия Джунаид-хана была полностью разгромлена. 2 февраля Саид Абдулла-хан отрёкся от престола (в дальнейшем он жил в СССР простым рабочим и похоронен в Кривом Роге), а 26 апреля 1920 года была провозглашена Хорезмская Народная Советская Республика в составе РСФСР.
В 1922 году составе РСФСР Хорезмская НСР вошла в СССР, затем была преобразована в Хорезмскую ССР, а осенью 1924 года в ходе национально-территориального размежевания в Средней Азии её территория была разделена между Узбекской ССР, Туркменской ССР и Каракалпакской АО РСФСР.

Вариант флага ХНСР с января 1920 по 30 апреля 1920 года.
Вариация флага ХНСР с января 1920 по 30 апреля 1920 года.
Вариант флага ХНСР с 30 апреля 1920 по май 1921 года.
Вариант флага ХНСР с июля 1922 по 23 октября 1923 года.

## Социально-экономическая и политическая жизнь
В XVI веке Хивинское ханство ещё не было централизованным государством, ещё было сильно влияние племенной системы. Как и у шейбанидов в Мавераннахре, Хивинское ханство делилось на мелкие владения. Вилайеты управлялись членами ханской семьи. Они не хотели подчиняться центральной власти. Это обстоятельство было причиной внутренних раздоров.
Население ханства делилось на три группы: узбеки, туркмены, каракалпаки, персы, арабы. До утверждения династии из племени кунграт главы крупных узбекских племён превратились в самостоятельных правителей своих владений и стали оказывать решающее влияние на социально-политическую обстановку в ханстве.
Во второй половине XVI века в Хивинском ханстве разразился экономический кризис, одной из главных причин которого было изменение русла Амударьи; начиная с 1573 года она перестала впадать в Каспийское море и в течение 15 лет устремлялась в направлении Аральского моря. Земли по старому руслу превратились в безводную степь, и население вынуждено было переселиться в другие, орошаемые регионы. Кроме этого, в XVI веке Хивинское ханство дважды было завоёвано Бухарским ханством. Внутренние раздоры, тяжёлые налоги и повинности стали причиной разорения населения страны, что, в свою очередь, отрицательно сказалось на торговле.
В XVII веке в политической жизни Хивинского ханства наблюдались две особенности: снижение авторитета правящей династии и усиление влияния глав племён. Правда, официально беки и бии по-прежнему подчинились центральной власти. На самом же деле в пределах своих бекств они имели абсолютную власть. Дошло до того, что они стали диктовать свою волю верховному правителю. Хан же не мог решать государственные дела самостоятельно, без их участия, наоборот, они решали судьбу хана на выборах. Политическая раздробленность в государстве особенно ярко проявилась при Араб Мухаммад-хане (1602—1621). Из-за изменения русла Амударьи он перенёс свою столицу из Ургенча в Хиву.
В 1616 году сыновья Араб Мухаммад-хана Хабаш-султан и Ильбарс-султан подняли мятеж против своего отца. Хан уступил сыновьям. К землям, принадлежавшим им, он добавил и город Вазир. Но в 1621 году они опять восстали. На этот раз на стороне Араб Мухаммад-хана действовали другие его сыновья — Исфандияр-хан и Абулгази-хан. В сражении победу одержали войска Хабаш-султана и Элбарс-султана, По приказу сыновей попавший к ним в плен отец был ослеплён калёным стержнем и брошен в зиндан. Некоторое время спустя хан был умерщвлён. Абулгази-султан нашёл убежище во дворце бухарского хана Имамкули. Асфандияр-хан скрылся в Хазарасп. Позднее его братья-победители разрешили ему отправиться в хадж. Но Асфандияр-хан направился к иранскому шаху Аббасу I и с его помощью в 1623 году занял хивинский трон.
После смерти Исфандияр-хана в том же году Абулгази (1643—1663) занял хивинский трон. 20-летний период его правления прошёл в военных походах. Ему несколько раз пришлось воевать с Бухарским ханством. Абулгази, подняв авторитет глав племён, предполагал избавиться от них нападок на центральную власть. Все узбекские племена, живущие на территории ханства, он разделил на четыре группы: кият-кунгратскую, уйгур-найманскую, канки-кипчакскую, нукуз-мангытскую. При этом учитывались их обычаи, образ жизни, родственные отношения между племенами. К этим группам были присоединены ещё 14 мелких племён и родов. В каждой группе были назначены старейшины — инаки. Через них хан решал проблемы племён. Инаки как близкие советники хана жили во дворце. Абулгази Бахадырхан имел среди своих приближённых уже 32 главы племён — инаков.
Абулгази вмешивался в раздоры между братьями Абдулазиз-ханом и Субханкули-ханом, Последний был женат на племяннице Абулгази. С Абдулазиз-ханом было заключено соглашение. Несмотря на это, в 1663 году Абулгази семь раз совершал грабительские набеги на Бухарское ханство, грабил тумены Каракуля, Чарджоу, Варданзи.
В 1649 и 1653 гг. калмыки совершили два больших набега на Хорезм. В 1649 г. калмыки во главе с Кульдаленг Дорджи-тайши  совершили набег на область Кят; на обратном пути они были настигнуты Абулгази в местечке Йугурук-баш и разбиты наголову. В 1653 г. калмыки во главе с Мар-ген-тайши, Окчутебе и Тугулом совершили набег на Хазарасп. Абулгази, получив известие о нападении калмыков, устроил погоню за ними; часть калмыков была перебита, часть во главе с Окчутебе и Тугулом сдалась на милость победителя и был заключен мир с калмыками.
Вместе с тем Абулгази-хан был просвещённым правителем. Им были написаны исторические труды на узбекском языке «Шажараи турк» (Родословное древо тюрков) и «Шажара-и тарокима» (Родословная туркмен).
После смерти Абулгази-хана трон занял его сын Ануша-хан (1663—1687). При нём ещё больше обострились отношении с Бухарским ханством. Он несколько раз предпринимал против него военные походы, доходил до Бухары, захватил Самарканд. В конце концов, бухарский хан Субханкули-хан организовал против него заговор, и Ануша-хан был ослеплён.
Субханкули-хан составил в Хиве заговор из своих сторонников. В 1688 году они послали в Бухару представителя с просьбой принять Хивинское ханство в своё подданство. Воспользовавшись этим обстоятельством, Субханкули-хан назначил инака Шахнияза хивинским ханом. Но Шахнияз не обладал способностями к управлению государством.
В Хивинском ханстве, так же, как и в Бухарском, существовало множество налогов и повинностей. Основным считался поземельный налог «салгут». Из других налогов население платило «алгут» (раз в году) и «милтик пули» (на покупку ружья), «арава олув» (использование арб населения) «улок тутув» (мобилизация рабочего скота), «куналга» (предоставление при необходимости жилья послам и чиновникам), «суйсун» (убой животных для угощения государственных чиновников), «чалар пули» (плата за гонцов), «тарозуяна» (плата за весы), «мирабана» (плата старейшине по разделу воды), «дарвазубон пули» (плата привратнику и охраннику), «мушрифана» (плата за определение размера налога от урожая), «афанак пули» (плата тому, кто приносит известие о бегаре), «чибик пули» (плата за освобождение от общественных работ), плата духовенству и др. Всего народ платил около 20 видов налога.
Кроме того, население привлекалось к обязательным общественным работам:
- «бегар» — от каждой семьи один человек 12 дней в году (иногда вплоть до 30 дней) должен был отработать на разных стройках, очистке оросительных каналов и т. д.;
- «казув» — строительство каналов;
- «ички ва обхура казув» — очистка оросительных систем и дамб со шлюзами;
- «качи» — строительство оборонительных стен и плотин;
- «атланув» — участие с конём в ханской охоте.

Эти повинности, связанные в основном с содержанием оросительных систем, были тяжёлым бременем для трудового народа, ибо большинство из них были связаны с земляными работами. Иногда вновь возведённые дамбы разрушались под напором воды, и срок земляных работ продлевался до 1—3 месяцев. Поэтому временами в ханстве случались неурожаи, наступал голод, и народ вынужден был покидать родные места. В Хиве к приходу династии кунграт проживало около 40 семейств.
К этому времени население ханства насчитывало около 800 тыс. человек, 65 % из которые составляли узбеки, 26 % — туркмены, оставшуюся часть — каракалпаки и казахи. Ханство состояло из 15 вилайетов — Питнак, Хазарасп, Ханка, Ургенч, Кашкупыр, Газават, Кият, Ша-хаббаз (Шахбаз), Ходжейли, Амбар-Манок, Гурлен, Куня-Ургенч, Чуманай, Кушрат, Ташауз — и двух наместничеств — Бешарык и Кият-Кунграт, а также принадлежащих самому хану туменов.
Верховную власть осуществлял хан. Большим влиянием пользовались высокопоставленные чиновники инак, аталык и бий. Для решения вопросов государственной важности при Мухаммад-Рахим-хане I был создан диван из влиятельных чиновников, то есть государственный совет. Судебные дела, вершителями которых являлось духовенство, были основаны на законах шариата. Государственным языком считался узбекский.
Главным богатством ханства считалась земля. Она состояла из орошаемых (ахъя) и неорошаемых (ядра) земель. В Хивинском ханстве, так же, как и в Бухарском, существовали следующие виды землевладения: государственное (амляк), частное (мульк) и религиозное вакф.
Вместе с тем землевладение в Хивинском ханстве имело свои отличительные черты по сравнению с землевладением в Бухарском и Кокандском ханствах. Хан и его родственники владели половиной всех земель, остальные земли считались государственными (кроме вакфных). На государственных землях работали арендаторы.
Земледельцы, работавшие на ханских и частных землях, назывались яримчи (ярим — половина): они отдавали за аренду половину урожая.
Родственники хана налог государству не платили. Духовенство, крупные чиновники, владельцы тарханных грамот, дававших право на пожизненное владение землёй, также освобождались от налогов, а мелкие землевладельцы, обременённые налогами, разорялись и, в конце концов, лишались земли.
Основным занятием населения ханства было сельское хозяйство. Его основу составляли земледелие и скотоводство.
Земледелие велось в трудных условиях. Земли орошались водами каналов, выведенных из Амударьи, а во многих местах — чигирём, приводимым в движение тягловой силой. Высыхание старого русла Амударьи в конце XVI — начале XVII века, вынудило правителей всерьёз заниматься орошением. Араб-Мухаммад-хан (1602—1621) велел провести канал вблизи крепости Тук. При Али-султане (1558—1567) были построены каналы Янгиарык, Таити, Ярмыш. В 1681 году был введён в действие канал Шахабад.
В 1670-е годы на притоке реки, впадающей и озеро Даукар, была построена плотина. В начале XIX века из Амударьи был выведен арык Лаузан, позднее превратившийся в канал. Он орошал земли между Парсу, Ходжейли и Куня-Ургенчем. В 1815 году был прорыт большой канал Килич-Ниязбаи. Он орошал земли правобережья Дарьялыка. В 1831 году арыком, выведенным из озера Лаузан, стали орошаться земли Куня-Ургенча. В 1846 году была построена плотина на старом русле Амударьи, и водой из неё орошали земли юга Куня-Ургенча; построили канал Большой Ханабад, который орошал окрестности Вазира, Гандумкалы и ущелья Уаз.

## Города Хивинского ханства
Самой первой столицей Хивинского ханства был город Вазир, затем - до XVII века город Кёнеургенч (оба - на территории современногоТуркменистана).
Самым крупным городом Хорезма или Хивинского ханства была Хива (современный Узбекистан) — его столица с начала XVII века до 1920 года. В древности город назывался Хийвак. Со времени своего основания Хива была связывающим звеном на торговом пути между Востоком и Западом. В начале XVII века в связи с изменением русла Амударьи в тогдашней столице ханства Ургенче сложились неблагоприятные условия для жизни населения, и столицу перенесли в Хиву.

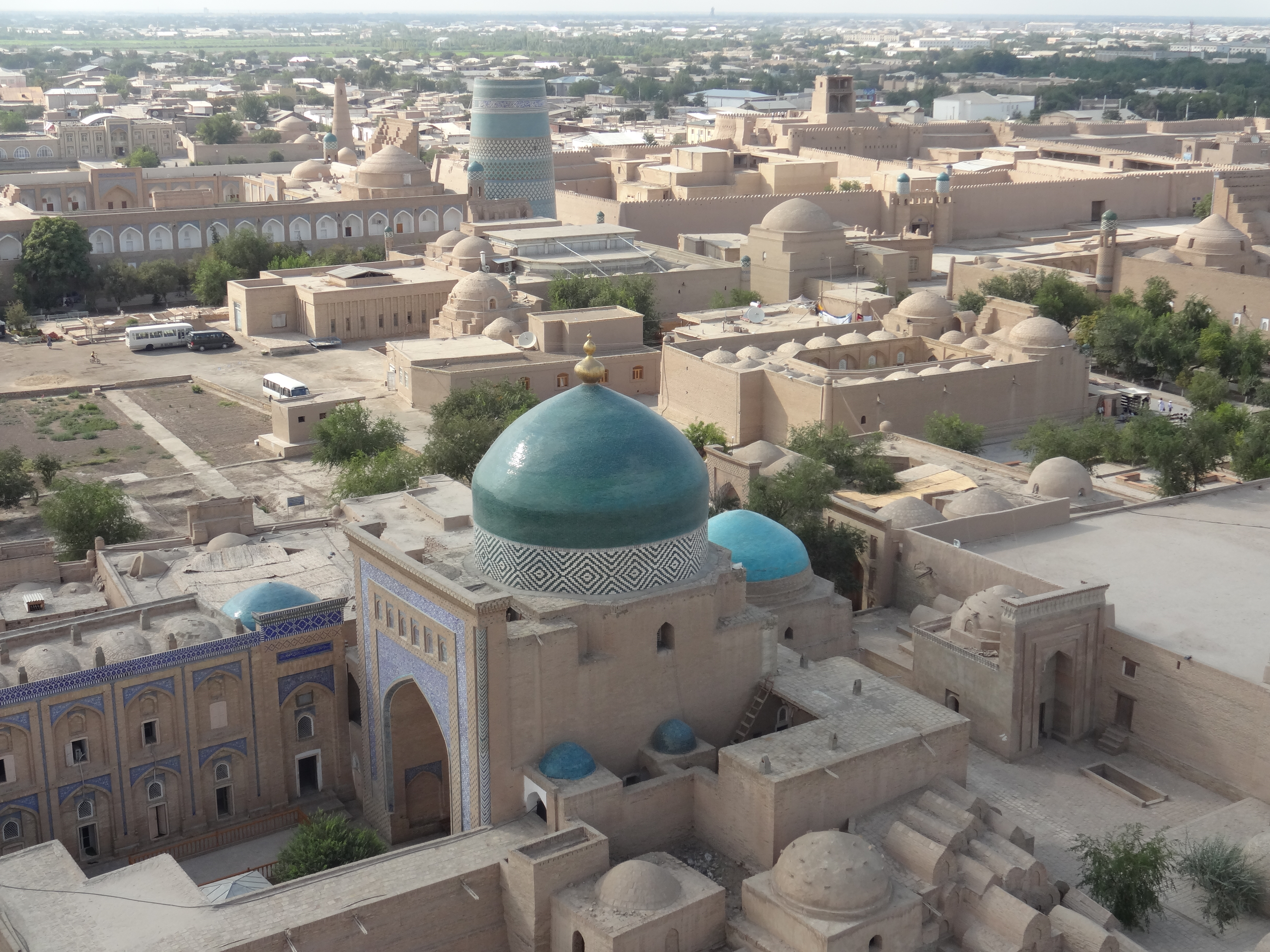
Виды Хивы.

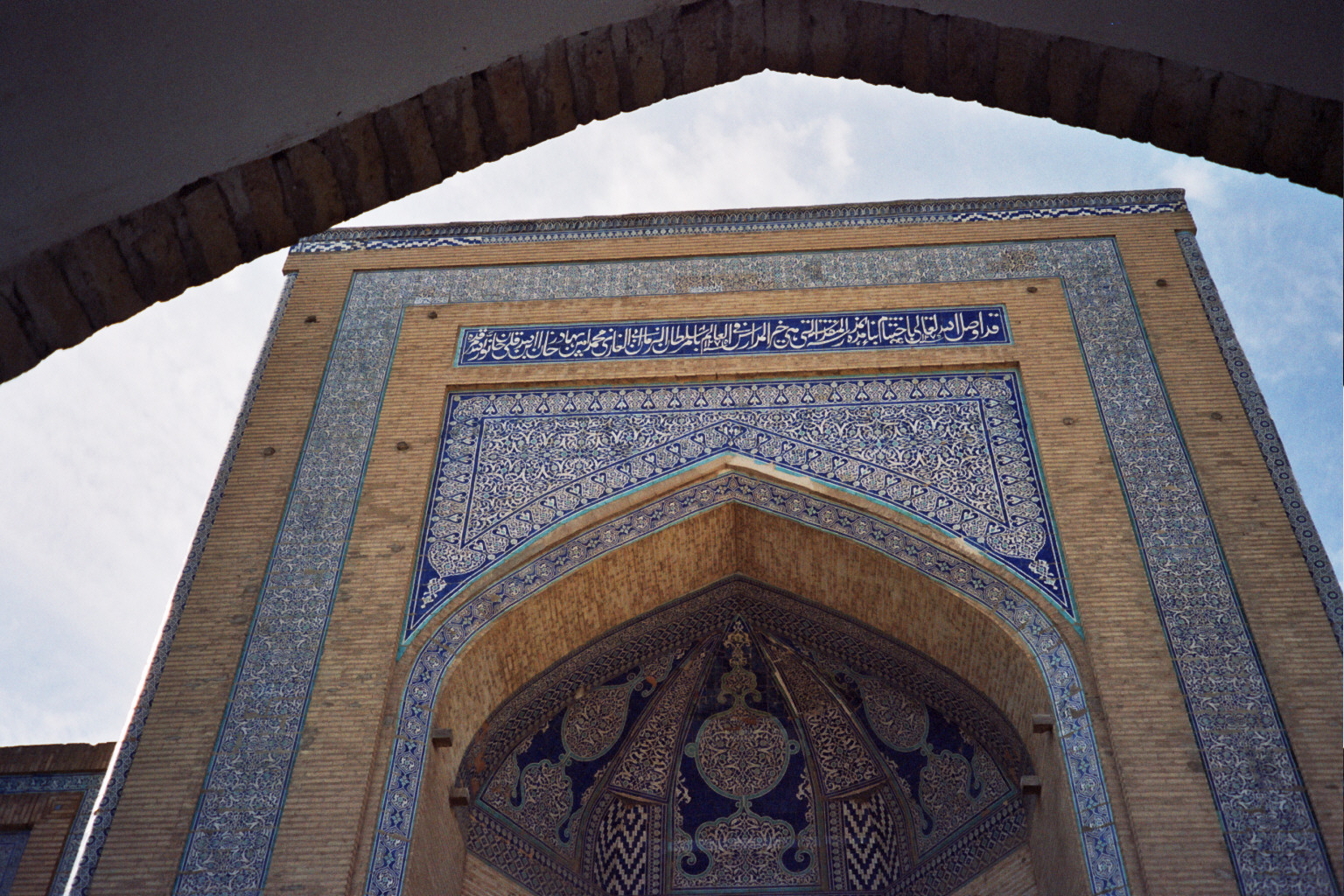
Медресе Мухаммад Амин-хана. Хива. XIX век

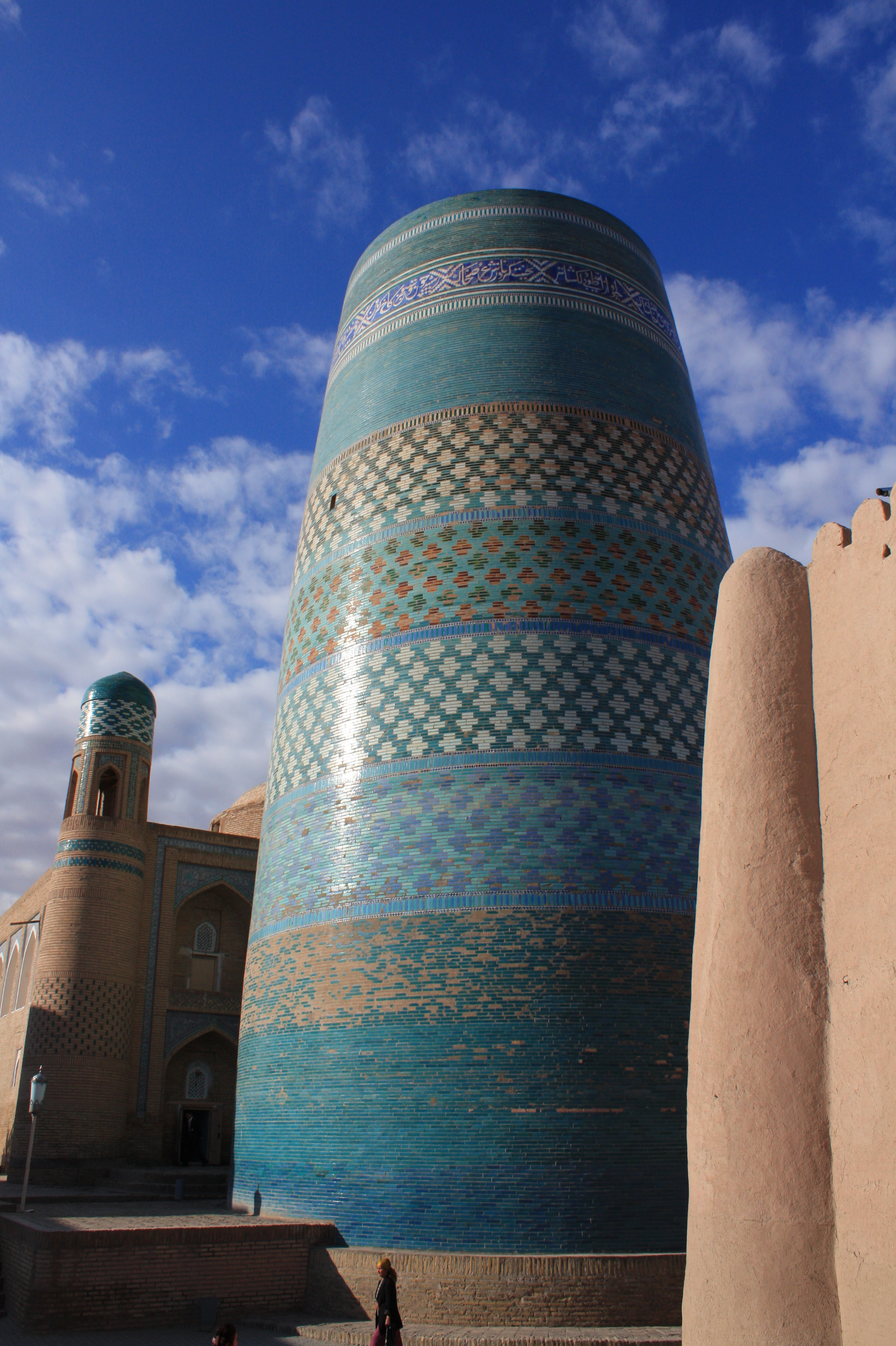
Минарет Кальта минар. Хива. 1785 год.

В середине XVIII века Хива была разрушена при нашествии Надир-шаха. При хане Мухаммад Амин-хане (1770—1790) город был восстановлен.
При Аллакули-хане (1825—1842) Хива была обнесена стеной, длина которой составляла 6 километров. Основа нынешнего архитектурного облика Хивы складывалась с конца XVIII вплоть до XX века. Архитектурный ансамбль Хивы отличается единством. Внутри него сначала была построена Ичан-Кала (внутренняя крепость), где находились дворец хана, жилище для ханской семьи, мавзолей, медресе, мечети. Общая площадь Ичан-калы составляет 26 гектаров, длина её стены — 2200 метров. Её пересекали две улицы, четверо ворот выходили в город — Дишан-калу, где жили ремесленники, торговцы; тут же находились лавки и торговые ряды. Длина Дишан-калы составляет 6250 метров, она имеет 10 ворот.

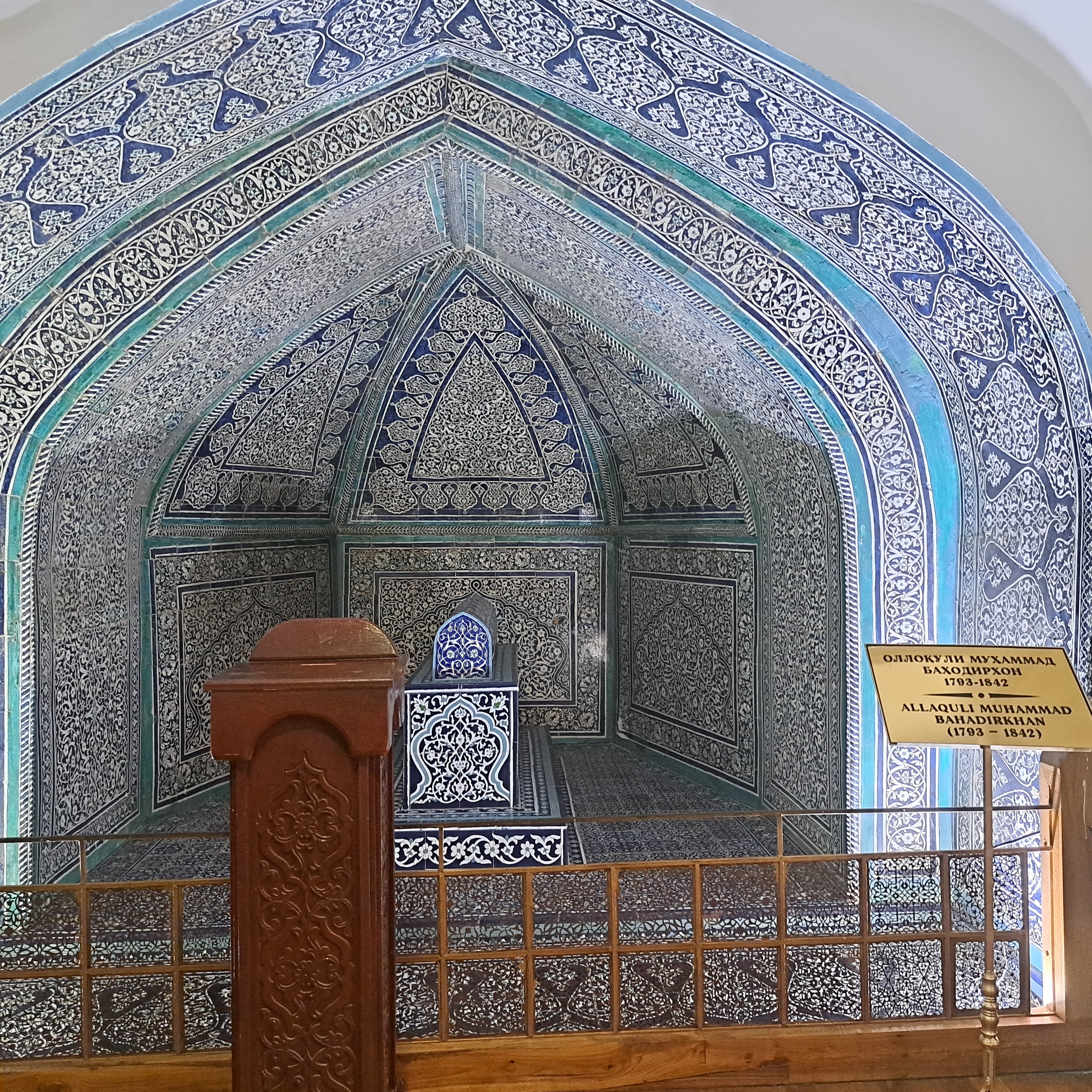
Мавзолей Аллакули-хана, Хива, Узбекистан

Один из сохранившихся памятников Хивы — мавзолей Саида Аллаутдина — построен в XIV веке. До нас дошли также другие архитектурные памятники Куня-Арк, соборная мечеть, Ак-Мечеть, мавзолей Уч-овлия, мавзолеи Шергазихана, караван-сарай Аллакулихана, медресе инака Кутлуг-Мурада, медресе инака Мухаммад-Амина, дворец Таш-Хаули, состоящий в 163 комнат (построен при Аллакулихане). Они свидетельствуют о мастерстве хивинских строителей, камнетёсов, художников по дереву. В этом отношении Хива являлась гордостью ханства.
Новый Ургенч построен при Абулгази-хане в XVII веке. После этого древний Ургенч стали называть Куня-Ургенчем. В нём находятся мавзолей XII—XIV века Фахриддина-Рази, мавзолей Султана-Текеш, Нажмитдина-Кубро, соборная мечеть, минарет и остатки караван-сараев. Новый Ургенч — центр нынешнего Хорезмского вилоята.
Строительство комплекса Куня Арк в Хиве началось в 1686—1688 годах сыном Ануш-хана, Эренг-ханом. В конце XVIII века Куня Арк стал «городом в городе» и был отделен от Ичан-Кала высокой стеной. Когда-то крепость состояла из ханской канцелярии, зала для приёмов, гарема, зимней и летней мечети, монетного двора и подсобных помещений: конюшни, склады, мастерские и т. п. Площадь близ входа в Куня Арк использовалась для военных парадов и тренировочных сражений. Здесь было также специальное место для исполнения приговоров и зиндан (тюрьма), прилегающая к восточным стенам Куня Арк. Вход во дворец охранялся. Только несколько строений осталось из когда-то густо застроенной территории Куня Арк: восточные ворота с комнатой для охраны; келья Ак-Шейха-Бобо; куринишхона — комната для приёма и регистрации людей; летняя и зимняя мечети и гарем.
В 1830-х годах Ургенч насчитывал около 500 домов, обнесен стеной. В округе было много садов. Город был населен узбеками, сартами и отпущенными на свободу персами, занимающимися — все, без исключения, — торговлей.

## Система образования, наука, литература и кино
Первой известной хроникой эпохи Шибанидов, сочинённой в Хорезме, является «Чингиз-наме» Утемиш-хаджи, который был выходцем из влиятельной узбекской семьи, бывшей в служении у Ильбарсхана (1511—1518). Единственное известное его сочинение, «Чингиз-наме», написано на чагатайском (староузбекском) языке в 1558 году по поручению Шейбанида Иш-султана (убит в 1558 году). Книига основана на устных преданиях, бытовавших среди кочевых узбеков. Автор много странствовал по Хорезму и Дешт-и-Кипчаку, поэтому его повествование в значительной степени основывается на рассказах очевидцев. Хроника Утемиш-хаджи послужила важным этапом хорезмской историографической школы.
Узбекский историк, правитель Абулгази-хан (1603—1664) известен как автор двух исторических сочинений на староузбекском языке: «Родословная туркмен» (закончена к 1661) и «Родословная тюрок» (напечатана в Казани, 1852 г., и в Петерб., 1871 г.); она переведена на некоторые европейские языки, в том числе и на русский, Саблуковым и помещена в изданной И. Н. Березиным «Библиотеке восточных историков» (т. III, Каз., 1854 г.).
Выдающимся узбекским историком и поэтом Хорезма был Мунис Шермухаммад 1778 — 1829). Он был выходцем из узбекского рода юз. Отец его — Эмир Аваз-бий мираб был родом из хорезмийского села Кият и принадлежал к узбекской племенной аристократии. Дядя поэта, историка Агахи Мухаммад Риза. Автор исторического труда «Райский сад счастья». С 1800 года служил при дворе хивинских ханов Аваз-инака, Эльтузара, Мухаммад Рахим-хан I придворным хронистом и секретарём. В 1804 году составил диван своих произведений, который позже был дополнен и получил название «Мунис ул-ушшок». В 1806 году по поручению хивинского хана Эльтузара (1804—1806) начал писать историческое произведение «Фирдавс ул икбал». Сочинение состояло из пяти глав и содержало краткое изложение всеобщей истории и историю Хивы, включая периоды правления Эльтузара и Мухаммад Рахим-ханa (1806—1825). Когда изложение событий было доведено до 1812 г., автор получил от хана поручение приступить к переводу с персидского на узбекский язык известного исторического труда Мирхонда Раузат-ус-сафа.
Узбекский поэт и историк Мухамма́д Риза́ Агахи́ (1809—1874) принадлежал к узбекской знати из рода юз. Когда Мухаммад Ризе исполняется три года, его отец Эрниязбек умирает, и Мухаммад Риза остаётся в руках своего дяди Муниса Шермухаммада, который являлся известным поэтом, писателем, историком и переводчиком, и широко известен под именем Мунис Хорезми. Автор исторических трудов «Рияз уд-давла» («Сады благополучия»), «Зубдат ут-таварих» («Сливки летописей»), «Джами ул-вакиати султани» («Собрание султанских событий»), «Гульшани давлат» («Цветник счастья») и «Шахид ул-икбал» («Свидетель счастья»). В сочинении «Рияз уд-давла» повествуется история Хорезма с 1825 по 1842 год. В «Зубдат ут-таварих» излагается история Хорезма с 1843 по 1846 год. «Джами ул-вакиати султани» посвящено истории Хорезма с 1846 по 1855 год. «Гульшани давлат» включает в себя историю с 1856 по 1865 год. Последнее произведение Агахи «Шахид ул-икбал» посвящено периоду с 1865 по 1872 год.
Мухаммад Юсуф Баяни (1859—1923) был узбекским поэтом, писателем, историком, музыковедом, каллиграфом и переводчиком. Он был выходцем из узбекского рода кунграт. Учился в Медресе Шергази-хана в Хиве. Баяни был автором исторических трудов на узбекском языке: «Родословная хорезмшахов» (Шажараи хорезмшахи) и «История Хорезма». В «Родословной хорезмшахов» повествуется история Хорезма, начиная с 1874, по 1914 год. Произведение является продолжением сочинений Муниса Хорезми и Агахи. «История Хорезма» была написана позже «Родословной хорезмшахов» уже после провозглашения Хорезмской народной советской республики в 1920 году.
В XIX веке был составлен словарь «Лугат-и чагатай ва турк-и османи» шейха Сулеймана Эфенди Бухари (1821-1890), который содержал 7600 слов, а также включал примеры стихов известных поэтов, писавших на чагатайском языке, таких как Агахи, Риджаи, Мунис.
В 1874 году в Хорезме Атаджан Абдалов основал книгопечатание, а Худайберген Деванов стал первым узбекским фотографом и кинооператором.

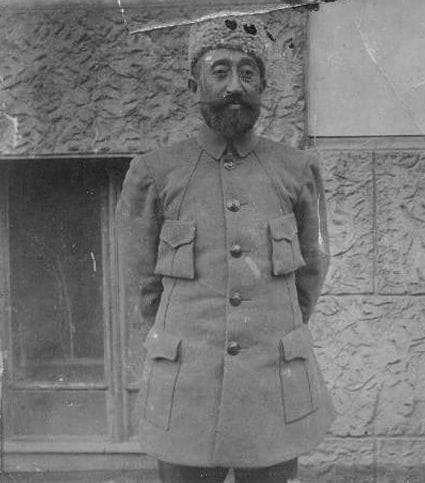
Первый узбекский кинооператор Худайберген Деванов

В Хиве узбекского поэта А. Навои читали и знали все грамотные люди.
Первым учёным из Хорезма и единственным из Центральной Азии, который получил должность в библиотеке одной из европейских академии наук в Австро-Венгерской империи в г. Будапеште в 1880 году был филолог Мулла Исхак (1836—1892), который помогал крупному востоковеду А. Вамбери.
В размахе осуществления культурных мероприятий среди представителей узбекской династии кунграт большую роль играл Мухаммад Рахим-хан II. Он был просвещённым монархом, известным поэтом и композитором. Он стремился усовершенствовать свою придворную среду именно через культурные достижения. Мухаммад Рахим-хан II даже сочинял музыку, а также стремился, чтобы его вечера музыки соответствовали высокому уровню музыкального искусства, и именно при нём в Хорезме впервые была создана нотная запись музыки. Музыкальное оформление вечеров при дворе Мухаммад Рахим-хана II имело свою почву и культурные традиции в истории региона.
При дворе Мухаммад Рахим-хана II поэтическим творчеством начали заниматься десятки интеллектуалов, которые одновременно сочетали в себе поэтов, каллиграфов, переводчиков, историков и что более 30 поэтов писали поэтические произведения. Он возглавлял их, и даже сам писал стихи под поэтическим псевдонимом Фируз. При этом он во многом подражал творчеству Алишера Навои. Все его окружение писало на староузбекском языке и также подражало творчеству Навои. Почти каждый из его придворных поэтов создал свои поэтические сборники (диван).
Поэт Агахи в своём историческом произведении «Шахид ал-икбал» (Свидетель счастья) писал о первых годах правления Мухаммада Рахим-хана II. Он утверждал, что Мухаммад Рахим-хан II много времени посвящал беседам с учёными; на этих событиях они вели дебаты по религиозным вопросам, читали исторические и поэтические произведения; поэты читали свои стихи, восхваляющие правителя ... Именно в этом этот период Мухаммад Рахим-хан начал писать стихи.
По приказу Мухаммад Рахим-хана II началось переписывание 1000 рукописей, а более 100 знаменитые исторические и художественные произведения Востока переводились на староузбекский язык. Продолжались и оттачивались средневековые ценности культуры. При нём были составлены придворные поэтические антологии: «Маджма-йи шуара-йи Фируз-шахи», «Мухаммасат-и маджма-йи шуарайи Фируз-шахи» и «Хафт шуара-йи Фируз-шахи». О хане положительно отзывался посетивший хивинский дворец в 1908 году учёный-тюрколог А. Н. Самойлович (1880—1938):
Ныне ханствующий Сеид-Мухаммед-Рахим II — просвещённый покровитель хивинской науки и искусства, проявил полную готовность содействовать научному изучению его страны и открыл мне доступ также и к своим собственным, личным книжным сокровищам.
Одним из основных образцов-идеалов Мухаммад Рахим-хан II выбрал период поздних Тимуридов — эпоха правления Хусайна Байкары (1469—1506), когда культура в Герате достигла наивысшего уровня. Развивались архитектура, прикладные виды искусства, каллиграфия, книжное дело. Интерес к культурному наследию Тимуридов (1370—1405) и проявился в подражании культурным моделям той эпохи. Такое стремление можно также обнаружить в подражании таким личностям эпохи Тимуридов, например, таким, как Хусайн Байкара и придворный поэт Алишер Навои (1441—1501). Поэзия хорезмского двора в начале XX века всё ещё продолжала традиции поэзии Алишера Навои — традиции эпохи средних веков, золотого века староузбекской литературы. Этот факт отмечали А. Н. Самойлович и глава хорезмских поэтов Ахмад Табиби.
Мухаммад Рахим-хан II, как и любой другой правитель мусульманского востока, стремился быть покровителем шариата. По утверждению историка Хорезмского двора поэта Мухаммада Юсуфа Баяни при нём в городе Хиве было построено более пятнадцати мечетей и медресе. Одно из медресе было построено на его личные средства и было названо в его честь — Медресе Мухаммад Рахим-хана II.

Бекджан Рахманов — основатель Хивинского народного университета (1921 год)

В 1912 году в Хивинском ханстве насчитывалось до 440 мектебов и до 65 медресе с 22.500 студентов. Более половины медресе находилось в г. Хиве (38); некоторые, из них, как, например, медресе Мадамин-хана имело большие вакуфы в 30.000 тананов (танап—0,2 га), медресе Рахим-хана 26.000 тананов и т. п.

## Ханы Хорезма

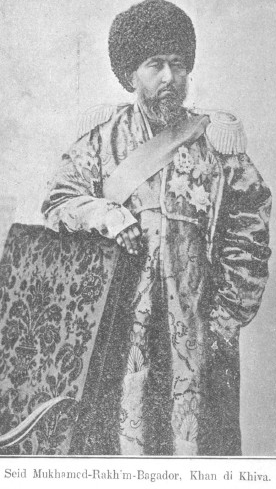
Мухаммад Рахим-хан II

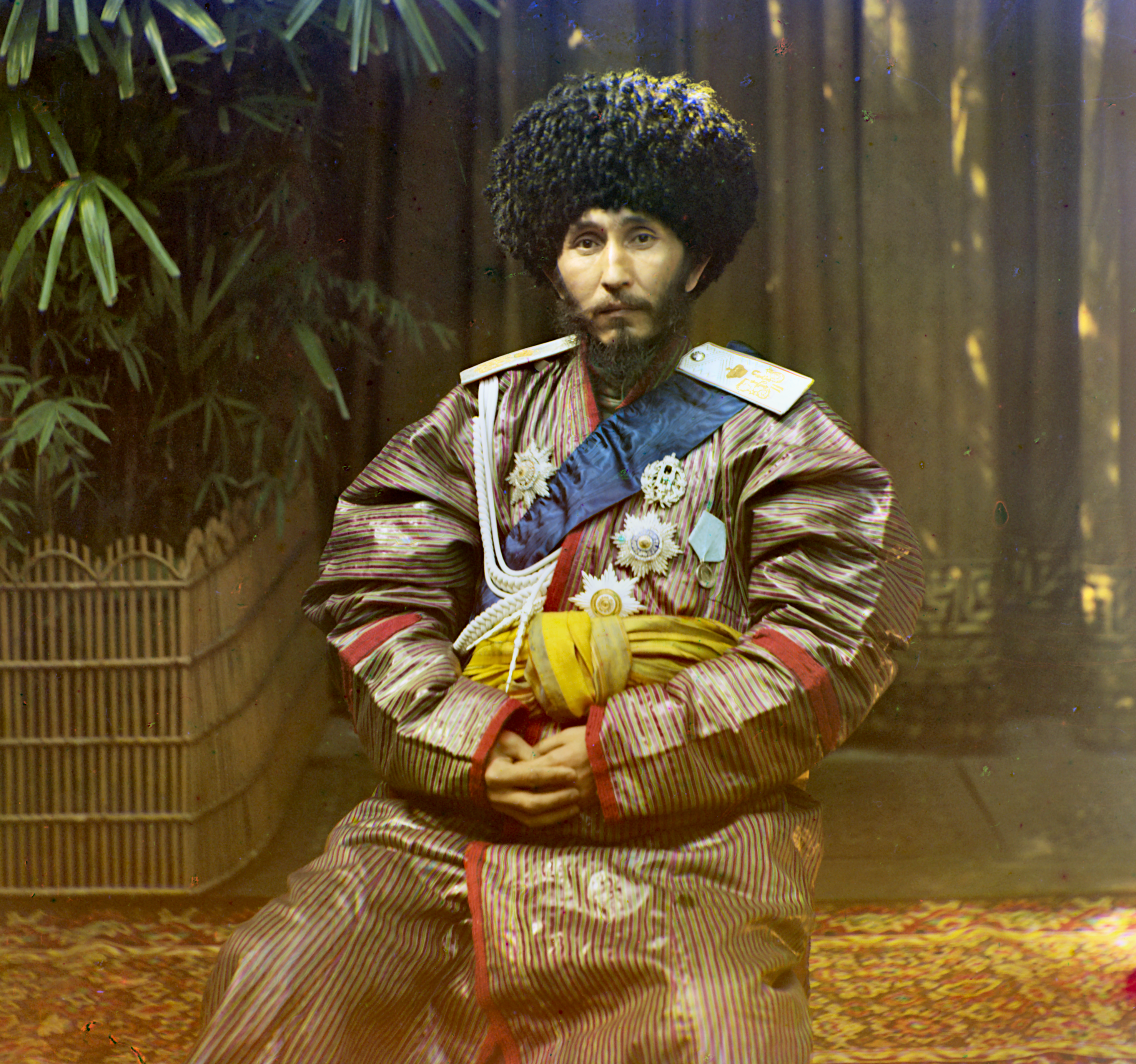
Преемник и предпоследний хан Хорезма Асфандияр-хан

Последний хан Хорезма Саид Абдулла-хан

### ДинастияШибанидови Аштарханидов (1511—1740, 1742-1745, 1754-1764, 1774-1775)
1. Абу-л-Мансур Ильбарс-хан, сын Буреке-султана, хан Кок Орды — 1511, хан Хорезма 1511—1518
2. Султан Хаджи-хан, сын Бильбарс Паландж-султана, хан Хорезма 1518—1519
3. Хасанкули-хан, сын Абулек-хана, хан Хорезма 1519
4. Суфиян-хан, сын Аминек-хана, хан Хорезма 1519—1522
5. Буджуга-хан, сын Аминек-хана, хан Хорезма 1522—1526
6. Аванеш-хан, сын Аминек-хана, хан Хорезма 1526—1538
7. Кал-хан, сын Аминек-хана, хан Хорезма 1541—1547
8. Агатай-хан, сын Аминек-хана, хан Хорезма 1547—1557
9. Дост-хан, сын Буджуга-хана, хан Хорезма 1557—1558
10. Хаджи Мухаммад-хан, сын Агатай-хана, хан Хорезма 1558—1602[83]
11. Араб Мухаммад-хан, сын Хаджи Мухаммад-хана, хан Хорезма 1603—1621
12. Хабаш султан и Ильбарс султан, сыновья Араб Мухаммад-хана 1621—1623
13. Исфандияр-хан, сын Араб Мухаммад-хана, хан Хорезма 1623—1643
14. Абу-л-Гази-хан, сын Араб Мухаммад-хана, хан Хорезма 1643—1663
15. Абу-л-Музаффар Мухаммад Ануша-хан, сын Абу-л-Гази-хана, хан Хорезма 1663—1686
16. Худайдад-хан, сын Мухаммад Ануша-хана, хан Хорезма 1686—1689
17. Эренг-хан, сын Мухаммад Ануша-хана, хан Хорезма 1689—1694
18. Джочи-хан хан Хорезма 1694—1697
19. Валихан хан Хорезма 1697—1698
20. Шахнияз-хан, сын Джочи-хана, хан Хорезма 1698—1703
21. Шахбахт-хан, сын Шахнияз-хана, хан Хорезма 1703
22. Сайид Али-хан, сын Шахнияз-хана, хан Хорезма 1703
23. Мусахан, сын Джочи-хана, хан Хорезма 1703—1704
24. Йадигар-хан, сын Хаджи Мухаммад-хана, хан Хорезма 1704—1714
25. Шергази-хан, сын Султан Гази-хана, хан Хорезма 1714—1728
26. Шах Тимур-хан (в Арале 1721—1736)
27. Ильбарс-хан II, сын Шахнияз-хана[84], хан Хорезма 1728—1740
28. Абулгази II (1742—1746), сын Ильбарс-хана II, хан Хорезма 1742—1745
29. Шах Гази-хан (1766—1768), сын Абулгази II
30. Болат-Гази (1781—1783), сын Сафар султана, внук Ильбарс-хана II
31. Тахирхан (1740—1741), из династии Аштраханидов, ставленник Надир-шаха
32. Тимур Гази-хан (1757—1764), сын Мухаммед Хаджи Султана, родного брата бухарского хана Абуль-Гази.[85] По другой версии представитель Арабшахидов[86]
33. Артукгази-хан (1774-1775) был братом Тимур Гази-хана.[87]

### Чингизиды - династияТоре(1741—1742, 1747-1757, 1764-1774, 1775-1779) иКучумовичи(1783—1805)
1. Нуралы-хан (1741—1742), сын Абулхаир хана
2. Гаип-хан (1747—1757), сын Батыр султана
3. Абдаллах Карабай (1757), сын Батыр султана
4. Тауке султан Худайдад (1764—1766), сын Абилмамбет хана
5. Абулгази-хан III (1768—1769), сын Гаип-хана
6. Нуралы-хан II (1769), сын Барак султана
7. Джангир-хан (1770), сын Гаип-хана
8. Булакай-хан (1770), сын Ералы султана
9. Агым (1770—1772; 1775—1776), сын Адил султана, внук Абулхайыр хана
10. Абдалазиз (1772—1774), сын Гаип-хана
11. Абулфаиз (1776—1779), сын Гаип-хана
12. Ядигар хан (1783—1790) сын Тинекей султана, потомок Сибирского хана Кучума
13. Абулгази-хан IV (1790—1802), сын Абдаллаха каракалпакского, потомок Сибирского хана Кучума, правил формально
14. Абулгази V (1802—1805), сын Ядигара каракалпакского, потомок Сибирского хана Кучума[88]

### Узбекская династияКунгратов(1763—1920)
1. Мухаммад Амин-бий, сын Иш Мухаммад Йар-бий, бий узбекского племени Кунграт, инак Хорезма 1763—1790
2. Аваз-инак, сын Мухаммад Амин-бия, бий узбекского племени Кунграт, инак Хорезма 1790—1804
3. Эльтузар, сын Аваз-инака, бий племени Кунграт, инак Хорезма 1804, хан Хорезма 1804—1806
4. Мухаммад Рахим-хан I, сын Аваз-инака, хан Хорезма 1806—1825
5. Аллакули, сын Мухаммад Рахим-хан I, хан Хорезма 1825—1842
6. Рахимкули, сын Аллакули-хана, хан Хорезма 1842—1845
7. Мухаммад Амин-хан, сын Аллакули-хана, хан Хорезма 1845—1855
8. Абдулла-хан, сын Ибадулла-бека, хан Хорезма 1855
9. Кутлуг Мурад-хан, сын Ибадулла-бека, хан Хорезма 1855—1856
10. Саид Мухаммад-хан, сын Мухаммад Рахим-хан I, хан Хорезма 1856—1864
11. Мухаммад Рахим-хан II р. 1845, сын Саид Мухаммад-хана, хан Хорезма 1864—1910, в 1873 ханам Хорезма, после установления русского протектората, императором Всероссийским дарован общий титул по происхождению высочество
12. Асфандияр-хан р. 1871—1918, сын Мухаммад Рахим-хан II, светлость валиахд 1891—1910, хан Хорезма 1910—1918, Свиты Е. И. В. генерал-майор 1910
13. Саид Абдулла-хан 1870—1933, сын Мухаммад Рахим-хан II, хан Хорезма 1918—1920.